# Lijst van records en statistieken van het wereldkampioenschap voetbal
Dit artikel geeft een overzicht van de records en statistieken op het wereldkampioenschap voetbal. De gegevens en statistieken zijn actueel tot en met 18 december 2022. Sinds de start van het FIFA-wereldkampioenschap voetbal in 1930 zijn er in 22 eindtoernooien in totaal 2720 doelpunten gescoord, verspreid over 964 wedstrijden in 18 verschillende landen. In totaal namen 84 nationale teams deel, waarvan er 8 ooit de wereldtitel wisten te veroveren.

## Deelnames

### Landen
| Aantal deelnames per land | Aantal deelnames per land      | Aantal deelnames per land | Aantal deelnames per land | Aantal deelnames per land | Aantal deelnames per land |
| №                         | Land                           | Deelnames                 | Eerst                     | Laatst                    |                           |
| ------------------------- | ------------------------------ | ------------------------- | ------------------------- | ------------------------- | ------------------------- |
| 01.                       | Brazilië                       | 22                        | 1930                      | 2022                      |                           |
| 02.                       | Duitsland                      | 20                        | 1934                      | 2022                      |                           |
| 03.                       | Argentinië                     | 18                        | 1930                      | 2022                      |                           |
| 03.                       | Italië                         | 18                        | 1934                      | 2014                      |                           |
| 05.                       | Mexico                         | 17                        | 1930                      | 2022                      |                           |
| 06.                       | Engeland                       | 16                        | 1950                      | 2022                      |                           |
| 06.                       | Spanje                         | 16                        | 1934                      | 2022                      |                           |
| 06.                       | Frankrijk                      | 16                        | 1930                      | 2022                      |                           |
| 09.                       | België                         | 14                        | 1930                      | 2022                      |                           |
| 09.                       | Uruguay                        | 14                        | 1930                      | 2022                      |                           |
| 11.                       | Zweden                         | 12                        | 1934                      | 2018                      |                           |
| 11.                       | Zwitserland                    | 12                        | 1934                      | 2022                      |                           |
| 13.                       | Nederland                      | 11                        | 1934                      | 2022                      |                           |
| 13.                       | Verenigde Staten               | 11                        | 1930                      | 2022                      |                           |
| 13.                       | Zuid-Korea                     | 11                        | 1954                      | 2022                      |                           |
| 16.                       | Chili                          | 9                         | 1930                      | 2014                      |                           |
| 16.                       | Hongarije                      | 9                         | 1934                      | 1986                      |                           |
| 16.                       | Polen                          | 9                         | 1938                      | 2022                      |                           |
| 19.                       | Joegoslavië                    | 8                         | 1930                      | 1990                      |                           |
| 19.                       | Kameroen                       | 8                         | 1982                      | 2022                      |                           |
| 19.                       | Paraguay                       | 8                         | 1930                      | 2010                      |                           |
| 19.                       | Portugal                       | 8                         | 1966                      | 2022                      |                           |
| 19.                       | Schotland                      | 8                         | 1954                      | 1998                      |                           |
| 19.                       | Tsjecho-Slowakije              | 8                         | 1934                      | 1990                      |                           |
| 25.                       | Bulgarije                      | 7                         | 1962                      | 1998                      |                           |
| 25.                       | Japan                          | 7                         | 1998                      | 2022                      |                           |
| 25.                       | Oostenrijk                     | 7                         | 1934                      | 1998                      |                           |
| 25.                       | Roemenië                       | 7                         | 1930                      | 1998                      |                           |
| 25.                       | Sovjet-Unie                    | 7                         | 1958                      | 1990                      |                           |
| 30.                       | Australië                      | 6                         | 1974                      | 2022                      |                           |
| 30.                       | Colombia                       | 6                         | 1962                      | 2018                      |                           |
| 30.                       | Costa Rica                     | 6                         | 1990                      | 2022                      |                           |
| 30.                       | Denemarken                     | 6                         | 1986                      | 2022                      |                           |
| 30.                       | Iran                           | 6                         | 1978                      | 2022                      |                           |
| 30.                       | Kroatië                        | 6                         | 1998                      | 2022                      |                           |
| 30.                       | Marokko                        | 6                         | 1970                      | 2022                      |                           |
| 30.                       | Nigeria                        | 6                         | 1994                      | 2018                      |                           |
| 30.                       | Saoedi-Arabië                  | 6                         | 1994                      | 2022                      |                           |
| 30.                       | Tunesië                        | 6                         | 1978                      | 2022                      |                           |
| 40.                       | Peru                           | 5                         | 1930                      | 2018                      |                           |
| 41.                       | Algerije                       | 4                         | 1982                      | 2014                      |                           |
| 41.                       | Ecuador                        | 4                         | 2002                      | 2022                      |                           |
| 41.                       | Ghana                          | 4                         | 2006                      | 2022                      |                           |
| 41.                       | Rusland                        | 4                         | 1994                      | 2018                      |                           |
| 45.                       | Bolivia                        | 3                         | 1930                      | 1994                      |                           |
| 45.                       | Egypte                         | 3                         | 1934                      | 2018                      |                           |
| 45.                       | Griekenland                    | 3                         | 1994                      | 2014                      |                           |
| 45.                       | Honduras                       | 3                         | 1982                      | 2014                      |                           |
| 45.                       | Ierland                        | 3                         | 1990                      | 2002                      |                           |
| 45.                       | Ivoorkust                      | 3                         | 2006                      | 2014                      |                           |
| 45.                       | Noord-Ierland                  | 3                         | 1958                      | 1986                      |                           |
| 45.                       | Noorwegen                      | 3                         | 1938                      | 1998                      |                           |
| 45.                       | Senegal                        | 3                         | 2002                      | 2022                      |                           |
| 45.                       | Servië                         | 3                         | 2010                      | 2022                      |                           |
| 45.                       | Zuid-Afrika                    | 3                         | 1998                      | 2010                      |                           |
| 56.                       | Canada                         | 2                         | 1986                      | 2022                      |                           |
| 56.                       | El Salvador                    | 2                         | 1970                      | 1982                      |                           |
| 56.                       | Nieuw-Zeeland                  | 2                         | 1982                      | 2010                      |                           |
| 56.                       | Noord-Korea                    | 2                         | 1966                      | 2010                      |                           |
| 56.                       | Servië en Montenegro           | 2                         | 1998                      | 2006                      |                           |
| 56.                       | Slovenië                       | 2                         | 2002                      | 2010                      |                           |
| 56.                       | Turkije                        | 2                         | 1954                      | 2002                      |                           |
| 56.                       | Wales                          | 2                         | 1958                      | 2022                      |                           |
| 64.                       | Angola                         | 1                         | 2006                      | 2006                      |                           |
| 64.                       | Bosnië en Herzegovina          | 1                         | 2014                      | 2014                      |                           |
| 64.                       | China                          | 1                         | 2002                      | 2002                      |                           |
| 64.                       | Cuba                           | 1                         | 1938                      | 1938                      |                           |
| 64.                       | Duitse Democratische Republiek | 1                         | 1974                      | 1974                      |                           |
| 64.                       | Haïti                          | 1                         | 1974                      | 1974                      |                           |
| 64.                       | Irak                           | 1                         | 1986                      | 1986                      |                           |
| 64.                       | IJsland                        | 1                         | 2018                      | 2018                      |                           |
| 64.                       | Israël                         | 1                         | 1970                      | 1970                      |                           |
| 64.                       | Jamaica                        | 1                         | 1998                      | 1998                      |                           |
| 64.                       | Koeweit                        | 1                         | 1982                      | 1982                      |                           |
| 64.                       | Nederlands-Indië               | 1                         | 1938                      | 1938                      |                           |
| 64.                       | Oekraïne                       | 1                         | 2006                      | 2006                      |                           |
| 64.                       | Panama                         | 1                         | 2018                      | 2018                      |                           |
| 64.                       | Qatar                          | 1                         | 2022                      | 2022                      |                           |
| 64.                       | Slowakije                      | 1                         | 2010                      | 2010                      |                           |
| 64.                       | Togo                           | 1                         | 2006                      | 2006                      |                           |
| 64.                       | Trinidad en Tobago             | 1                         | 2006                      | 2006                      |                           |
| 64.                       | Tsjechië                       | 1                         | 2006                      | 2006                      |                           |
| 64.                       | Verenigde Arabische Emiraten   | 1                         | 1982                      | 1982                      |                           |
| 64.                       | Zaïre                          | 1                         | 1974                      | 1974                      |                           |

Schuingedrukte landen zijn voormalige teams wiens opvolger later nog deelnam aan het toernooi.
- Aan de meeste WK's deelgenomen: 22 – Brazilië (elk toernooi)
  - Aan de meeste WK's deelgenomen zonder ooit wereldkampioen te worden: 17 – Mexico
  - Aan de meeste WK's deelgenomen zonder ooit een finale te spelen: 17 – Mexico
  - Aan de meeste WK's deelgenomen zonder ooit de halve finales te halen: 17 – Mexico
  - Aan de meeste WK's deelgenomen zonder ooit de kwartfinales te halen: 8 – Schotland
  - Aan de meeste WK's deelgenomen zonder ooit de eerste ronde door te komen: 8 – Schotland
- Aan de meeste achtereenvolgende WK's deelgenomen: 22 – Brazilië (1930–2022)
- Langste tijd tussen achtereenvolgende deelnames: 64 jaar – Wales (1958–2022)
- Aan de minste WK's deelgenomen met ooit een wereldkampioenschap: 14 – Uruguay
  - Aan de minste WK's deelgenomen met ooit een finale gespeeld: 6 – Kroatië
  - Aan de minste WK's deelgenomen met ooit de halve finale gehaald: 2 – Turkije
  - Aan de minste WK's deelgenomen met ooit de kwartfinales gehaald: 1 – Cuba (1938), Duitse Democratische Republiek (1974), Oekraïne (2006)

### Spelers

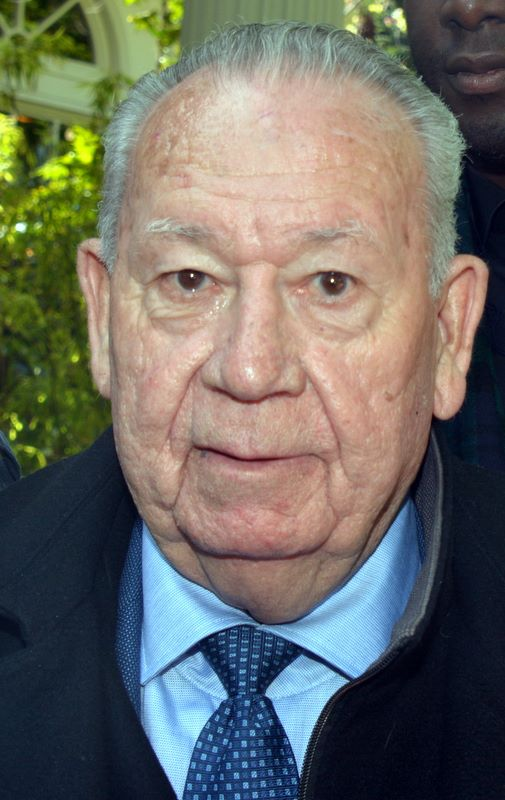
Just Fontaine maakte de meeste goals op één WK (13).

- Aan de meeste WK's deelgenomen: 5 – Antonio Carbajal (Mexico: 1950, 1954, 1958, 1962, 1966), Lothar Matthäus (Duitsland: 1982, 1986, 1990, 1994, 1998), Gianluigi Buffon (Italië: 1998, 2002, 2006, 2010, 2014), Rafael Márquez (Mexico: 2002, 2006, 2010, 2014, 2018), Andrés Guardado (Mexico: 2006, 2010, 2014, 2018, 2022), Lionel Messi (Argentinië: 2006, 2010, 2014, 2018, 2022), Guillermo Ochoa (Mexico: 2006, 2010, 2014, 2018, 2022), Cristiano Ronaldo (Portugal: 2006, 2010, 2014, 2018, 2022)
  - Aan de meeste WK's deelgenomen zonder ooit wereldkampioen te worden: 5 – Antonio Carbajal (Mexico: 1950, 1954, 1958, 1962, 1966), Rafael Márquez (Mexico: 2002, 2006, 2010, 2014, 2018), Andrés Guardado (Mexico: 2006, 2010, 2014, 2018, 2022), Guillermo Ochoa (Mexico: 2006, 2010, 2014, 2018, 2022), Cristiano Ronaldo (Portugal: 2006, 2010, 2014, 2018, 2022)

## Finales
| Finale per WK | Finale per WK  | Finale per WK           | Finale per WK     | Finale per WK                                             | Finale per WK        |
| Jaar          | Wereldkampioen | Score                   | Finalist          | Stadion                                                   | Man van de wedstrijd |
| ------------- | -------------- | ----------------------- | ----------------- | --------------------------------------------------------- | -------------------- |
| 1930          | Uruguay        | 4 – 2                   | Argentinië        | Estadio Centenario, Montevideo                            | Geen uitreiking      |
| 1934          | Italië         | 2 – 1 n.v.              | Tsjecho-Slowakije | Stadio Nazionale PNF, Rome                                | Geen uitreiking      |
| 1938          | Italië         | 4 – 2                   | Hongarije         | Stade olympique Yves-du-Manoir, Parijs                    | Geen uitreiking      |
| 1950          | Uruguay        | 2 – 1                   | Brazilië          | Maracanã, Rio de Janeiro                                  | Geen uitreiking      |
| 1954          | West-Duitsland | 3 – 2                   | Hongarije         | Stade de Suisse, Bern                                     | Geen uitreiking      |
| 1958          | Brazilië       | 5 – 2                   | Zweden            | Råsundastadion, Solna                                     | Geen uitreiking      |
| 1962          | Brazilië       | 3 – 1                   | Tsjecho-Slowakije | Estadio Nacional, Santiago                                | Geen uitreiking      |
| 1966          | Engeland       | 4 – 2 n.v.              | West-Duitsland    | Wembley Stadium, Londen                                   | Geen uitreiking      |
| 1970          | Brazilië       | 4 – 1                   | Italië            | Aztekenstadion, Mexico-Stad                               | Geen uitreiking      |
| 1974          | West-Duitsland | 2 – 1                   | Nederland         | Olympiastadion, München                                   | Geen uitreiking      |
| 1978          | Argentinië     | 3 – 1 n.v.              | Nederland         | Estadio Monumental Antonio Vespucio Liberti, Buenos Aires | Geen uitreiking      |
| 1982          | Italië         | 3 – 1                   | West-Duitsland    | Santiago Bernabéu, Madrid                                 | Geen uitreiking      |
| 1986          | Argentinië     | 3 – 2                   | West-Duitsland    | Aztekenstadion, Mexico-Stad                               | Geen uitreiking      |
| 1990          | West-Duitsland | 1 – 0                   | Argentinië        | Stadio Olimpico, Rome                                     | Geen uitreiking      |
| 1994          | Brazilië       | 0 – 0 n.v. (3 – 2 n.s.) | Italië            | Rose Bowl, Pasadena                                       | Geen uitreiking      |
| 1998          | Frankrijk      | 3 – 0                   | Brazilië          | Stade de France, Saint-Denis                              | Zinédine Zidane      |
| 2002          | Brazilië       | 2 – 0                   | Duitsland         | Nissanstadion, Yokohama                                   | Ronaldo              |
| 2006          | Italië         | 1 – 1 n.v. (5 – 3 n.s.) | Frankrijk         | Olympiastadion, Berlijn                                   | Andrea Pirlo         |
| 2010          | Spanje         | 1 – 0 n.v.              | Nederland         | Soccer City, Johannesburg                                 | Andrés Iniesta       |
| 2014          | Duitsland      | 1 – 0 n.v.              | Argentinië        | Maracanã, Rio de Janeiro                                  | Mario Götze          |
| 2018          | Frankrijk      | 4 – 2                   | Kroatië           | Olympisch Stadion Loezjniki, Moskou                       | Antoine Griezmann    |
| 2022          | Argentinië     | 3 – 3 n.v. (4 – 2 n.s.) | Frankrijk         | Lusailstadion, Lusail                                     | Lionel Messi         |

- Grootste uitslag: 5–2 – 1958 (Brazilië–Zweden)
- Meest doelpuntrijke finale: 7 doelpunten – 1958 (Brazilië 5–2 Zweden)
- Meest gespeelde finale: 3 keer – Argentinië tegen Duitsland (1986, 1990, 2014)
- Meeste gemaakte doelpunten in finales: 4 – Kylian Mbappé (Frankrijk: 2018, 2022)
- Meeste gemaakte doelpunten in één finale: 3 – Geoff Hurst (Engeland: 1966), Kylian Mbappé (Frankrijk: 2022)
- In de meeste finales een doelpunt gemaakt: 2 – Vavá (Brazilië: 1958, 1962), Pelé (Brazilië: 1958, 1970), Paul Breitner (West-Duitsland: 1974, 1982), Zinédine Zidane (Frankrijk: 1998, 2006), Kylian Mbappé (Frankrijk: 2018, 2022)
- Jongste speler in een finale: 17 jaar, 249 dagen – Pelé (Brazilië: 1958)
- Oudste speler in een finale: 40 jaar, 133 dagen – Dino Zoff (Italië: 1982)
- Jongste doelpuntenmaker in een finale: 17 jaar, 249 dagen – Pelé (Brazilië: 1958)[2]
- Oudste doelpuntenmaker in een finale: 35 jaar, 264 dagen – Nils Liedholm (Zweden: 1958)[3]
- Meeste finales gespeeld per speler: 3 – Cafú (1994, 1998, 2002)
- Snelste doelpunt in een finale: 1 minuut, 28 seconden – Johan Neeskens (Nederland: 1974)[4]
- Laatste doelpunt in een finale: 120ste minuut – Geoff Hurst (Engeland: 1966)
- Laatste doelpunt in een finale exclusief verlenging: 92 minuten, 3 seconden – Emmanuel Petit (Frankrijk: 1998)

### Finalisten
| Landen die ooit een WK-finale speelden | Landen die ooit een WK-finale speelden | Landen die ooit een WK-finale speelden | Landen die ooit een WK-finale speelden |
| Land                                   | Wereldkampioen                         | Verliezend finalist                    | Finalist                               |
| -------------------------------------- | -------------------------------------- | -------------------------------------- | -------------------------------------- |
| Brazilië                               | 5× (1958, 1962, 1970, 1994, 2002)      | 2× (1950, 1998)                        | 7×                                     |
| Duitsland                              | 4× (1954, 1974, 1990, 2014)            | 4× (1966, 1982, 1986, 2002)            | 8×                                     |
| Italië                                 | 4× (1934, 1938, 1982, 2006)            | 2× (1970, 1994)                        | 6×                                     |
| Argentinië                             | 3× (1978, 1986, 2022)                  | 3× (1930, 1990, 2014)                  | 6×                                     |
| Frankrijk                              | 2× (1998, 2018)                        | 2× (2006, 2022)                        | 4×                                     |
| Uruguay                                | 2× (1930, 1950)                        | 0×                                     | 2×                                     |
| Engeland                               | 1× (1966)                              | 0×                                     | 1×                                     |
| Spanje                                 | 1× (2010)                              | 0×                                     | 1×                                     |
| Nederland                              | 0×                                     | 3× (1974, 1978, 2010)                  | 3×                                     |
| Hongarije                              | 0×                                     | 2× (1938, 1954)                        | 2×                                     |
| Tsjecho-Slowakije                      | 0×                                     | 2× (1934, 1962)                        | 2×                                     |
| Zweden                                 | 0×                                     | 1× (1958)                              | 1×                                     |
| Kroatië                                | 0×                                     | 1× (2018)                              | 1×                                     |

- Meest gespeelde finales: 8 – Duitsland (1954, 1966, 1974, 1982, 1986, 1990, 2002, 2014)
  - Meeste gespeelde finales zonder een te verliezen: 2 – Uruguay (1930, 1950)
  - Meeste gespeelde finales zonder een te winnen: 3 – Nederland (1974, 1978, 2010)
- Meeste gewonnen finales: 5 – Brazilië (1958, 1962, 1970, 1994, 2002)
- Meeste verloren finales: 4 – Duitsland (1966, 1982, 1986, 2002)
- Meeste achtereenvolgende finales gespeeld: 3 – West-Duitsland (1982, 1986, 1990), Brazilië (1994, 1998, 2002)
- Meeste achtereenvolgende finales gewonnen: 2 – Italië (1934, 1938), Brazilië (1958, 1962)
- Meeste achtereenvolgende finales verloren: 2 – Nederland (1974, 1978), West-Duitsland (1982, 1986)
- Langste gat tussen achtereenvolgende gewonnen finales: 44 jaar – Italië (1938–1982)
- Langste gat tussen achtereenvolgende gespeelde finales: 48 jaar – Argentinië (1930–1978)

## Prestaties
| Ranglijst aller tijden | Ranglijst aller tijden         | Ranglijst aller tijden | Ranglijst aller tijden | Ranglijst aller tijden | Ranglijst aller tijden | Ranglijst aller tijden | Ranglijst aller tijden | Ranglijst aller tijden | Ranglijst aller tijden |
| №                      | Land                           | GW                     | W                      | G                      | V                      | Punten                 | DV                     | DT                     | +/–                    |
| ---------------------- | ------------------------------ | ---------------------- | ---------------------- | ---------------------- | ---------------------- | ---------------------- | ---------------------- | ---------------------- | ---------------------- |
| 01.                    | Brazilië                       | 114                    | 76                     | 19                     | 19                     | 247                    | 237                    | 108                    | +129                   |
| 02.                    | Duitsland                      | 112                    | 68                     | 21                     | 23                     | 225                    | 232                    | 130                    | +102                   |
| 03.                    | Argentinië                     | 88                     | 47                     | 17                     | 24                     | 158                    | 152                    | 101                    | +51                    |
| 04.                    | Italië                         | 83                     | 45                     | 21                     | 17                     | 156                    | 128                    | 77                     | +51                    |
| 05.                    | Frankrijk                      | 73                     | 39                     | 14                     | 20                     | 131                    | 136                    | 85                     | +51                    |
| 06.                    | Engeland                       | 74                     | 32                     | 22                     | 20                     | 118                    | 104                    | 68                     | +36                    |
| 07.                    | Spanje                         | 67                     | 31                     | 17                     | 19                     | 110                    | 108                    | 75                     | +33                    |
| 08.                    | Nederland                      | 55                     | 30                     | 14                     | 11                     | 104                    | 96                     | 52                     | +44                    |
| 09.                    | Uruguay                        | 59                     | 25                     | 13                     | 21                     | 88                     | 89                     | 76                     | +13                    |
| 10.                    | België                         | 51                     | 21                     | 10                     | 20                     | 73                     | 69                     | 74                     | -5                     |
| 11.                    | Zweden                         | 51                     | 19                     | 13                     | 19                     | 70                     | 80                     | 73                     | +7                     |
| 12.                    | Mexico                         | 59                     | 17                     | 15                     | 27                     | 66                     | 62                     | 99                     | -37                    |
| 13.                    | Portugal                       | 35                     | 17                     | 6                      | 12                     | 57                     | 61                     | 41                     | +20                    |
| 14.                    | Polen                          | 38                     | 17                     | 6                      | 15                     | 57                     | 49                     | 50                     | -1                     |
| 15.                    | Joegoslavië                    | 37                     | 16                     | 8                      | 13                     | 56                     | 60                     | 46                     | +14                    |
| 16.                    | Sovjet-Unie                    | 31                     | 15                     | 6                      | 10                     | 51                     | 53                     | 34                     | +19                    |
| 17.                    | Zwitserland                    | 41                     | 14                     | 8                      | 19                     | 50                     | 55                     | 73                     | -18                    |
| 18.                    | Hongarije                      | 32                     | 15                     | 3                      | 14                     | 48                     | 87                     | 57                     | +30                    |
| 19.                    | Kroatië                        | 30                     | 13                     | 8                      | 9                      | 47                     | 43                     | 33                     | +10                    |
| 20.                    | Oostenrijk                     | 29                     | 12                     | 4                      | 13                     | 40                     | 43                     | 47                     | -4                     |
| 21.                    | Chili                          | 33                     | 11                     | 7                      | 15                     | 40                     | 40                     | 49                     | -9                     |
| 22.                    | Tsjecho-Slowakije              | 30                     | 11                     | 5                      | 14                     | 38                     | 44                     | 45                     | -1                     |
| 23.                    | Verenigde Staten               | 37                     | 9                      | 8                      | 20                     | 35                     | 40                     | 66                     | -26                    |
| 24.                    | Denemarken                     | 23                     | 9                      | 6                      | 8                      | 33                     | 31                     | 29                     | +2                     |
| 25.                    | Paraguay                       | 27                     | 7                      | 10                     | 10                     | 31                     | 30                     | 38                     | -8                     |
| 26.                    | Zuid-Korea                     | 38                     | 7                      | 10                     | 21                     | 31                     | 39                     | 78                     | -39                    |
| 27.                    | Colombia                       | 22                     | 9                      | 3                      | 10                     | 30                     | 32                     | 30                     | +2                     |
| 28.                    | Roemenië                       | 21                     | 8                      | 5                      | 8                      | 29                     | 30                     | 32                     | -2                     |
| 29.                    | Japan                          | 25                     | 7                      | 6                      | 12                     | 27                     | 25                     | 33                     | -8                     |
| 30.                    | Costa Rica                     | 21                     | 6                      | 5                      | 10                     | 23                     | 22                     | 39                     | -17                    |
| 31.                    | Kameroen                       | 26                     | 5                      | 8                      | 13                     | 23                     | 22                     | 47                     | -25                    |
| 32.                    | Marokko                        | 23                     | 5                      | 7                      | 11                     | 22                     | 20                     | 27                     | -7                     |
| 33.                    | Nigeria                        | 21                     | 6                      | 3                      | 12                     | 21                     | 23                     | 30                     | -7                     |
| 34.                    | Schotland                      | 23                     | 4                      | 7                      | 12                     | 19                     | 25                     | 41                     | -16                    |
| 35.                    | Ghana                          | 15                     | 5                      | 3                      | 7                      | 18                     | 18                     | 23                     | -5                     |
| 36.                    | Peru                           | 18                     | 5                      | 3                      | 10                     | 18                     | 21                     | 33                     | -12                    |
| 37.                    | Ecuador                        | 13                     | 5                      | 2                      | 6                      | 17                     | 14                     | 14                     | 0                      |
| 38.                    | Bulgarije                      | 26                     | 3                      | 8                      | 15                     | 17                     | 22                     | 53                     | -31                    |
| 39.                    | Rusland                        | 14                     | 4                      | 4                      | 6                      | 16                     | 24                     | 20                     | +4                     |
| 40.                    | Turkije                        | 10                     | 5                      | 1                      | 4                      | 16                     | 20                     | 17                     | +3                     |
| 41.                    | Australië                      | 20                     | 4                      | 4                      | 12                     | 16                     | 17                     | 37                     | -20                    |
| 42.                    | Senegal                        | 11                     | 4                      | 3                      | 4                      | 15                     | 13                     | 16                     | -3                     |
| 43.                    | Ierland                        | 13                     | 2                      | 8                      | 3                      | 14                     | 10                     | 10                     | 0                      |
| 44.                    | Noord-Ierland                  | 13                     | 3                      | 5                      | 5                      | 14                     | 13                     | 23                     | -10                    |
| 45.                    | Tunesië                        | 18                     | 3                      | 5                      | 10                     | 14                     | 14                     | 26                     | -12                    |
| 46.                    | Saoedi-Arabië                  | 19                     | 4                      | 2                      | 13                     | 14                     | 14                     | 44                     | -30                    |
| 47.                    | Iran                           | 18                     | 3                      | 4                      | 11                     | 13                     | 13                     | 31                     | -18                    |
| 48.                    | Algerije                       | 13                     | 3                      | 3                      | 7                      | 12                     | 13                     | 19                     | -6                     |
| 49.                    | Ivoorkust                      | 9                      | 3                      | 1                      | 5                      | 10                     | 13                     | 14                     | -1                     |
| 50.                    | Zuid-Afrika                    | 9                      | 2                      | 4                      | 3                      | 10                     | 11                     | 16                     | -5                     |
| 51.                    | Noorwegen                      | 8                      | 2                      | 3                      | 3                      | 9                      | 7                      | 8                      | -1                     |
| 52.                    | Duitse Democratische Republiek | 6                      | 2                      | 2                      | 2                      | 8                      | 5                      | 5                      | 0                      |
| 53.                    | Griekenland                    | 10                     | 2                      | 2                      | 6                      | 8                      | 5                      | 20                     | -15                    |
| 54.                    | Oekraïne                       | 5                      | 2                      | 1                      | 2                      | 7                      | 5                      | 7                      | -2                     |
| 55.                    | Servië                         | 9                      | 2                      | 1                      | 6                      | 7                      | 10                     | 15                     | -5                     |
| 56.                    | Wales                          | 8                      | 1                      | 4                      | 3                      | 7                      | 5                      | 10                     | -5                     |
| 57.                    | Slowakije                      | 4                      | 1                      | 1                      | 2                      | 4                      | 5                      | 7                      | -2                     |
| 58.                    | Slovenië                       | 6                      | 1                      | 1                      | 4                      | 4                      | 5                      | 10                     | -5                     |
| 59.                    | Cuba                           | 3                      | 1                      | 1                      | 1                      | 4                      | 5                      | 12                     | -7                     |
| 60.                    | Noord-Korea                    | 7                      | 1                      | 1                      | 5                      | 4                      | 6                      | 21                     | -15                    |
| 61.                    | Bosnië en Herzegovina          | 3                      | 1                      | 0                      | 2                      | 3                      | 4                      | 4                      | 0                      |
| 62.                    | Tsjechië                       | 3                      | 1                      | 0                      | 2                      | 3                      | 3                      | 4                      | -1                     |
| 63.                    | Jamaica                        | 3                      | 1                      | 0                      | 2                      | 3                      | 3                      | 9                      | -6                     |
| 64.                    | Nieuw-Zeeland                  | 6                      | 0                      | 3                      | 3                      | 3                      | 4                      | 14                     | -10                    |
| 65.                    | Honduras                       | 9                      | 0                      | 3                      | 6                      | 3                      | 3                      | 14                     | -11                    |
| 66.                    | Angola                         | 3                      | 0                      | 2                      | 1                      | 2                      | 1                      | 2                      | -1                     |
| 67.                    | Israël                         | 3                      | 0                      | 2                      | 1                      | 2                      | 1                      | 3                      | -2                     |
| 68.                    | Egypte                         | 7                      | 0                      | 2                      | 5                      | 2                      | 5                      | 12                     | -7                     |
| 69.                    | IJsland                        | 3                      | 0                      | 1                      | 2                      | 1                      | 2                      | 5                      | -3                     |
| 70.                    | Koeweit                        | 3                      | 0                      | 1                      | 2                      | 1                      | 2                      | 6                      | -4                     |
| 71.                    | Trinidad en Tobago             | 3                      | 0                      | 1                      | 2                      | 1                      | 0                      | 4                      | -4                     |
| 72.                    | Bolivia                        | 6                      | 0                      | 1                      | 5                      | 1                      | 1                      | 20                     | -19                    |
| 73.                    | Irak                           | 3                      | 0                      | 0                      | 3                      | 0                      | 1                      | 4                      | -3                     |
| 74.                    | Togo                           | 3                      | 0                      | 0                      | 3                      | 0                      | 1                      | 5                      | -4                     |
| 75.                    | Nederlands-Indië               | 1                      | 0                      | 0                      | 1                      | 0                      | 0                      | 6                      | -6                     |
| 76.                    | Qatar                          | 3                      | 0                      | 0                      | 3                      | 0                      | 1                      | 7                      | -6                     |
| 77.                    | Servië en Montenegro           | 3                      | 0                      | 0                      | 3                      | 0                      | 2                      | 10                     | -8                     |
| 78.                    | Panama                         | 3                      | 0                      | 0                      | 3                      | 0                      | 2                      | 11                     | -9                     |
| 79.                    | Verenigde Arabische Emiraten   | 3                      | 0                      | 0                      | 3                      | 0                      | 2                      | 11                     | -9                     |
| 80.                    | China                          | 3                      | 0                      | 0                      | 3                      | 0                      | 0                      | 9                      | -9                     |
| 81.                    | Canada                         | 6                      | 0                      | 0                      | 6                      | 0                      | 2                      | 12                     | -10                    |
| 82.                    | Haïti                          | 3                      | 0                      | 0                      | 3                      | 0                      | 2                      | 14                     | -12                    |
| 83.                    | Zaïre                          | 3                      | 0                      | 0                      | 3                      | 0                      | 0                      | 14                     | -14                    |
| 84.                    | El Salvador                    | 6                      | 0                      | 0                      | 6                      | 0                      | 1                      | 22                     | -21                    |

Er wordt uitgegaan van het driepuntensysteem. Schuingedrukte landen zijn voormalige teams wiens opvolger later nog deelnam aan het toernooi.
- Meeste gewonnen wedstrijden: 76 – Brazilië
  - Meeste gewonnen wedstrijden zonder ooit wereldkampioen te worden: 30 – Nederland
  - Meeste gewonnen wedstrijden op één toernooi: 7 – Brazilië (2002)
    - Meeste gewonnen wedstrijden op één toernooi zonder dat WK te winnen: 6 – Polen (1974), Italië (1990), Nederland (2010), België (2018)

  - Meeste gewonnen groepswedstrijden: 49 – Brazilië
  - Meeste gewonnen knock-outwedstrijden: 32 – Duitsland
- Meeste gespeelde wedstrijden zonder ooit te winnen: 9 – Honduras
- Meeste gelijkgespeelde wedstrijden: 22 – Engeland
- Meeste gelijkgespeelde wedstrijden op één toernooi: 4 – West-Duitsland (1978), Ierland (1990)
- Meeste gespeelde wedstrijden zonder ooit gelijk te spelen: 6 – El Salvador, Canada
- Meeste verloren wedstrijden: 27 – Mexico
  - Meeste verloren wedstrijden op één toernooi: 3 – 30 teams (waarvan Mexico het vaakst, in 1930, 1950 en 1978)

- Meeste achtereenvolgende wedstrijden gewonnen: 11 – Brazilië (2002–2006)
  - Meeste achtereenvolgende groepswedstrijden gewonnen: 8 – Brazilië (1986–1994, 2002–2010), België (2002–2022)
- Meeste achtereenvolgende wedstrijden zonder overwinning: 17 – Bulgarije (1962–1994)
- Meeste achtereenvolgende wedstrijden verloren: 9 – Mexico (1930–1958)
- Meeste achtereenvolgende wedstrijden zonder nederlaag: 13 – Brazilië (1958–1962)
  - Meeste achtereenvolgende wedstrijden zonder nederlaag in de reguliere speeltijd: 19 – Nederland (2010–2022)
  - Meeste achtereenvolgende groepswedstrijden zonder nederlaag: 17 – Brazilië (2002–2022)
- Meeste achtereenvolgende wedstrijden gelijkgespeeld: 5 – België (1998–2002)
- Meeste achtereenvolgende wedstrijden zonder een gelijkspel: 16 – Portugal (1966–2006)

- Meeste keren in de top 4 geëindigd: 13 – Duitsland (1934, 1954, 1958, 1966, 1970, 1974, 1982, 1986, 1990, 2002, 2006, 2010, 2014)
- Meeste keren in de top 4 geëindigd zonder ooit wereldkampioen te worden: 5 – Nederland (1974, 1978, 1998, 2010, 2014)
- Meeste keren in de top 8 geëindigd: 19 – Brazilië (alle toernooien, behalve 1934, 1966, 1990)
- Meeste keren in de top 16 geëindigd: 22 – Brazilië (alle toernooien)
- Meeste achtereenvolgende keren in de top 4 geëindigd: 4 – Duitsland (2002–2014)
- Meeste achtereenvolgende keren in de top 8 geëindigd: 16 – Duitsland (1954–2014)
- Meeste achtereenvolgende keren in de top 16 geëindigd: 22 – Brazilië (alle toernooien)
- Meeste keren uitgeschakeld in de halve finales: 5 – Duitsland (1934, 1958, 1970, 2006, 2010)
- Meeste keren uitgeschakeld in de kwartfinales: 9 – Engeland (1950, 1954, 1962, 1970, 1982, 1986, 2002, 2006, 2022)[7]
- Meeste keren uitgeschakeld in de achtste finales: 14 – Mexico (1930, 1950, 1954, 1958, 1962, 1966, 1978, 1994, 1998, 2002, 2006, 2010, 2014, 2018)[8]
- Meeste keren uitgeschakeld in de eerste ronde: 8 – Schotland (1954, 1958, 1974, 1982, 1986, 1990, 1998), Zuid-Korea (1954, 1986, 1990, 1994, 1998, 2006, 2014, 2018)
- Meeste achtereenvolgende keren uitgeschakeld in de halve finales: 2 – Zweden (1938–1950), Brazilië (1974–1978), Frankrijk (1982–1986), Duitsland (2006–2010)
- Meeste achtereenvolgende keren uitgeschakeld in de kwartfinales: 2 – Zwitserland (1934–1938), Joegoslavië (1954–1958), Sovjet-Unie (1958–1962), Hongarije (1982–1986), Duitsland (1994–1998), Engeland (2002–2006), Brazilië (2006–2010, 2018–2022)
- Meeste achtereenvolgende keren op de 9de–16de plaats geëindigd: 7 – Mexico (1994–2018)
- Meeste achtereenvolgende keren op de 17de–32ste plaats geëindigd: 4 – Zuid-Korea (1986–1998)
- Meeste halve finales gespeeld zonder er een te verliezen: 6 – Argentinië (1930, 1978, 1986, 1990, 2014, 2022)
- Meeste kwartfinales gespeeld zonder er een te verliezen: 3 – Kroatië (1998, 2018, 2022)
- Meeste achtste finales sinds 1986 gespeeld zonder er een te verliezen: 8 – Duitsland (1986, 1990, 1994, 1998, 2002, 2006, 2010, 2014)

## Uitslagen
| WK-uitslagen met minstens vijf doelpunten verschil | WK-uitslagen met minstens vijf doelpunten verschil | WK-uitslagen met minstens vijf doelpunten verschil | WK-uitslagen met minstens vijf doelpunten verschil | WK-uitslagen met minstens vijf doelpunten verschil | WK-uitslagen met minstens vijf doelpunten verschil |
| №                                                  | WK                                                 | Ronde                                              | Winnaar                                            | Uitslag                                            | Verliezer                                          |
| -------------------------------------------------- | -------------------------------------------------- | -------------------------------------------------- | -------------------------------------------------- | -------------------------------------------------- | -------------------------------------------------- |
| 01.                                                | 1930                                               | Halve finale                                       | Argentinië                                         | 6 – 1                                              | Verenigde Staten                                   |
| 02.                                                | 1930                                               | Halve finale                                       | Uruguay                                            | 6 – 1                                              | Joegoslavië                                        |
| 03.                                                | 1934                                               | Achtste finale                                     | Italië                                             | 7 – 1                                              | Verenigde Staten                                   |
| 04.                                                | 1938                                               | Achtste finale                                     | Hongarije                                          | 6 – 0                                              | Nederlands-Indië                                   |
| 05.                                                | 1938                                               | Kwartfinale                                        | Zweden                                             | 8 – 0                                              | Cuba                                               |
| 06.                                                | 1950                                               | Groepsfase                                         | Uruguay                                            | 8 – 0                                              | Bolivia                                            |
| 07.                                                | 1950                                               | Finaleronde                                        | Brazilië                                           | 7 – 1                                              | Zweden                                             |
| 08.                                                | 1950                                               | Finaleronde                                        | Brazilië                                           | 6 – 1                                              | Spanje                                             |
| 09.                                                | 1954                                               | Groepsfase                                         | Brazilië                                           | 5 – 0                                              | Mexico                                             |
| 10.                                                | 1954                                               | Groepsfase                                         | Hongarije                                          | 9 – 0                                              | Zuid-Korea                                         |
| 11.                                                | 1954                                               | Groepsfase                                         | Uruguay                                            | 7 – 0                                              | Schotland                                          |
| 12.                                                | 1954                                               | Groepsfase                                         | Oostenrijk                                         | 5 – 0                                              | Tsjecho-Slowakije                                  |
| 13.                                                | 1954                                               | Groepsfase                                         | Hongarije                                          | 8 – 3                                              | West-Duitsland                                     |
| 14.                                                | 1954                                               | Groepsfase                                         | Turkije                                            | 7 – 0                                              | Zuid-Korea                                         |
| 15.                                                | 1954                                               | Groepsfase                                         | West-Duitsland                                     | 7 – 2                                              | Turkije                                            |
| 16.                                                | 1954                                               | Halve finale                                       | West-Duitsland                                     | 6 – 1                                              | Oostenrijk                                         |
| 17.                                                | 1958                                               | Groepsfase                                         | Tsjecho-Slowakije                                  | 6 – 1                                              | Argentinië                                         |
| 18.                                                | 1962                                               | Groepsfase                                         | Hongarije                                          | 6 – 1                                              | Bulgarije                                          |
| 19.                                                | 1962                                               | Groepsfase                                         | Joegoslavië                                        | 5 – 0                                              | Colombia                                           |
| 20.                                                | 1966                                               | Groepsfase                                         | West-Duitsland                                     | 5 – 0                                              | Zwitserland                                        |
| 21.                                                | 1974                                               | Groepsfase                                         | Joegoslavië                                        | 9 – 0                                              | Zaïre                                              |
| 22.                                                | 1974                                               | Groepsfase                                         | Polen                                              | 7 – 0                                              | Haïti                                              |
| 23.                                                | 1978                                               | Groepsfase                                         | West-Duitsland                                     | 6 – 0                                              | Mexico                                             |
| 24.                                                | 1978                                               | Finaleronde                                        | Argentinië                                         | 6 – 0                                              | Peru                                               |
| 25.                                                | 1982                                               | Groepsfase                                         | Hongarije                                          | 10 – 1                                             | El Salvador                                        |
| 26.                                                | 1986                                               | Groepsfase                                         | Sovjet-Unie                                        | 6 – 0                                              | Hongarije                                          |
| 27.                                                | 1986                                               | Groepsfase                                         | Denemarken                                         | 6 – 1                                              | Uruguay                                            |
| 28.                                                | 1994                                               | Groepsfase                                         | Rusland                                            | 6 – 1                                              | Kameroen                                           |
| 29.                                                | 1998                                               | Groepsfase                                         | Nederland                                          | 5 – 0                                              | Zuid-Korea                                         |
| 30.                                                | 1998                                               | Groepsfase                                         | Argentinië                                         | 5 – 0                                              | Jamaica                                            |
| 31.                                                | 1998                                               | Groepsfase                                         | Spanje                                             | 6 – 1                                              | Bulgarije                                          |
| 32.                                                | 2002                                               | Groepsfase                                         | Duitsland                                          | 8 – 0                                              | Saoedi-Arabië                                      |
| 33.                                                | 2006                                               | Groepsfase                                         | Argentinië                                         | 6 – 0                                              | Servië en Montenegro                               |
| 34.                                                | 2010                                               | Groepsfase                                         | Portugal                                           | 7 – 0                                              | Noord-Korea                                        |
| 35.                                                | 2014                                               | Halve finale                                       | Duitsland                                          | 7 – 1                                              | Brazilië                                           |
| 36.                                                | 2018                                               | Groepsfase                                         | Rusland                                            | 5 – 0                                              | Saoedi-Arabië                                      |
| 37.                                                | 2018                                               | Groepsfase                                         | Engeland                                           | 6 – 1                                              | Panama                                             |
| 38.                                                | 2022                                               | Groepsfase                                         | Spanje                                             | 7 – 0                                              | Costa Rica                                         |
| 39.                                                | 2022                                               | Achtste finale                                     | Portugal                                           | 6 – 1                                              | Zwitserland                                        |

- Grootste uitslag: 10–1 – Hongarije tegen El Salvador (1982)
  - Grootste uitslag in de knock-outfase: 8–0 – Zweden tegen Cuba (1938)
- Meeste gemaakte doelpunten in één wedstrijd: 12 – Oostenrijk 7–5 Zwitserland (1954)
  - Meeste gemaakte doelpunten bij een gelijkspel: 8 – Engeland 4–4 België (1954), Sovjet-Unie 4–4 Colombia (1962)
- Meeste gemaakte doelpunten door één land in één wedstrijd: 10 – Hongarije 10–1 El Salvador (1982)

## Wedstrijden
- Meeste gespeelde wedstrijden per land: 114 – Brazilië
  - Meeste gespeelde wedstrijden per land zonder ooit wereldkampioen te worden: 59 – Mexico
- Minste gespeelde wedstrijden per land: 1 – Nederlands-Indië
  - Minste gespeelde wedstrijden per land met ooit een wereldkampioenschap: 59 – Uruguay
- Meeste gewonnen wedstrijden per speler: 17 – Miroslav Klose (Duitsland), Lionel Messi (Argentinië)
- Meeste gespeelde knock-outwedstrijden: 14 – Miroslav Klose (Duitsland)
- Jongste speler die in actie kwam: 17 jaar, 41 dagen – Norman Whiteside (Noord-Ierland: 1982)[9]
- Oudste speler die in actie kwam: 45 jaar, 161 dagen – Essam El-Hadary (Egypte: 2018)[10]
- Oudste veldspeler die in actie kwam: 42 jaar, 23 dagen – Roger Milla (Kameroen: 1994)
- Oudste debutant: 45 jaar, 161 dagen – Essam El-Hadary (Egypte: 2018)
- Langste periode tussen achtereenvolgende wedstrijden: 15 jaar, 363 dagen: Faryd Mondragón (Colombia: 1998–2014)

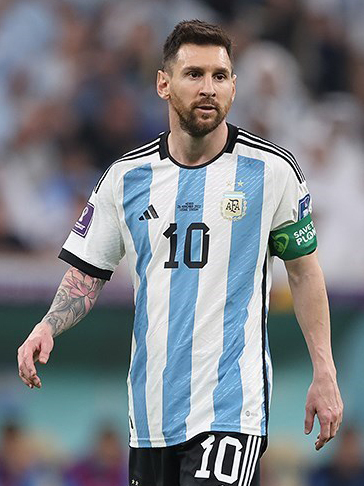
Lionel Messi speelde de meeste WK-wedstrijden (26).

| Spelers met minstens twintig WK-wedstrijden | Spelers met minstens twintig WK-wedstrijden | Spelers met minstens twintig WK-wedstrijden | Spelers met minstens twintig WK-wedstrijden | Spelers met minstens twintig WK-wedstrijden      | Spelers met minstens twintig WK-wedstrijden |
| №                                           | Speler                                      | Land                                        | Wed.                                        | Op gespeelde WK's                                |                                             |
| ------------------------------------------- | ------------------------------------------- | ------------------------------------------- | ------------------------------------------- | ------------------------------------------------ | ------------------------------------------- |
| 1.                                          | Lionel Messi                                | Argentinië                                  | 26                                          | 2006 (3), 2010 (5), 2014 (7), 2018 (4), 2022 (7) |                                             |
| 2.                                          | Lothar Matthäus                             | Duitsland                                   | 25                                          | 1982 (2), 1986 (7), 1990 (7), 1994 (5), 1998 (4) |                                             |
| 3.                                          | Miroslav Klose                              | Duitsland                                   | 24                                          | 2002 (7), 2006 (7), 2010 (5), 2014 (5)           |                                             |
| 4.                                          | Paolo Maldini                               | Italië                                      | 23                                          | 1990 (7), 1994 (7), 1998 (5), 2002 (4)           |                                             |
| 5.                                          | Cristiano Ronaldo                           | Portugal                                    | 22                                          | 2006 (6), 2010 (4), 2014 (3), 2018 (4), 2022 (5) |                                             |
| 6.                                          | Diego Maradona                              | Argentinië                                  | 21                                          | 1982 (5), 1986 (7), 1990 (7), 1994 (2)           |                                             |
| 6.                                          | Uwe Seeler                                  | West-Duitsland                              | 21                                          | 1958 (5), 1962 (4), 1966 (7), 1970 (6)           |                                             |
| 6.                                          | Władysław Żmuda                             | Polen                                       | 21                                          | 1974 (7), 1978 (6), 1982 (7), 1986 (1)           |                                             |
| 9.                                          | Cafú                                        | Brazilië                                    | 20                                          | 1994 (3), 1998 (6), 2002 (7), 2006 (4)           |                                             |
| 9.                                          | Philipp Lahm                                | Duitsland                                   | 20                                          | 2006 (7), 2010 (6), 2014 (7)                     |                                             |
| 9.                                          | Grzegorz Lato                               | Polen                                       | 20                                          | 1974 (7), 1978 (6), 1982 (7)                     |                                             |
| 9.                                          | Hugo Lloris                                 | Frankrijk                                   | 20                                          | 2010 (3), 2014 (5), 2018 (6), 2022 (6)           |                                             |
| 9.                                          | Javier Mascherano                           | Argentinië                                  | 20                                          | 2006 (5), 2010 (4), 2014 (7), 2018 (4)           |                                             |
| 9.                                          | Bastian Schweinsteiger                      | Duitsland                                   | 20                                          | 2006 (7), 2010 (7), 2014 (6)                     |                                             |

In dikgedrukte jaartallen won de speler met zijn land het wereldkampioenschap. Schuingedrukte spelers zijn nog actief.
- Meeste gespeelde wedstrijden: 26 – Lionel Messi (Argentinië)
  - Meeste gespeelde wedstrijden zonder ooit wereldkampioen te worden: 23 – Paolo Maldini (Italië)
- Meeste gespeelde wedstrijden als doelman: 20 – Hugo Lloris (Frankrijk)
- Meeste gespeelde wedstrijden als invaller: 11 – Denílson (Brazilië)
- Meeste gespeelde wedstrijden als aanvoerder: 17 – Rafael Márquez (Mexico)

## Doelpunten
- Jongste doelpuntenmaker: 17 jaar, 239 dagen – Pelé (Brazilië: 1958)
- Oudste doelpuntenmaker: 42 jaar, 39 dagen – Roger Milla (Kameroen: 1994)
  - Oudste doelpuntenmaker in de knock-outfase: 39 jaar, 283 dagen – Pepe (Portugal: 2022)
- Op de meeste WK's een doelpunt gemaakt: 5 – Cristiano Ronaldo (Portugal: 2006, 2010, 2014, 2018, 2022)
- In de meeste achtereenvolgende wedstrijden gescoord per land: 18 – Brazilië (1930–1958), (West-)Duitsland (1934–1962)
- In de meeste achtereenvolgende wedstrijden niet gescoord per land: 5 – Bolivia (1930–1994), Algerije (1986–2010), Honduras (1982–2014)
- In de meeste achtereenvolgende wedstrijden een doelpunt geïncasseerd: 22 – Zwitserland (1934–1998)
- In de meeste achtereenvolgende wedstrijden geen doelpunt geïncasseerd: 5 – Italië (1990), Zwitserland (2006–2010)
- In de meeste achtereenvolgende wedstrijden gescoord per speler: 6 – Just Fontaine (Frankrijk: 1958), Jairzinho (Brazilië: 1970)
- Meeste gemaakte doelpunten per toernooi: 172 – 2022
- Minste doelpunten per toernooi: 70 – 1930, 1934
- Meeste doelpuntenmakers per toernooi: 122 – 2018
- Langste gat tussen verschillende doelpunten van één speler: 16 jaar, 185 dagen – Lionel Messi (Argentinië: 2006–2022)
- Langste gat tussen achtereenvolgende doelpunten van één speler: 12 jaar, 16 dagen – Michael Laudrup (Denemarken: 1986–1998)
- Langste gat tussen achtereenvolgende doelpunten van één land: 64 jaar, 157 dagen – Wales (1958–2022)
- Snelste gemaakte doelpunt: 11 seconden – Hakan Şükür (2002: Turkije 3–2 Zuid-Korea)
- Laatste gemaakte doelpunt: 120 minuten, 52 seconden – Abdelmoumene Djabou (2014: Algerije 1–2 Duitsland)
  - Laatste gemaakte doelpunt exclusief verlenging: 102 minuten, 29 seconden – Mehdi Taremi (2022: Iran 2–6 Engeland)
  - Laatste gemaakte doelpunt exclusief verlenging in de knock-outfase: 100 minuten, 30 seconden – Wout Weghorst (2022: Nederland 2–2 Argentinië)
- Meeste doelpuntenmakers van één land in één wedstrijd: 7 – Joegoslavië 9–0 Zaïre (1974: Dušan Bajević, Dragan Džajić, Ivica Šurjak, Josip Katalinski, Vladislav Bogićević, Branko Oblak, Ilija Petković)
- Meeste achtereenvolgende doelpunten van één land gemaakt: 6 – Eusébio (Portugal: 1966), Paolo Rossi (Italië: 1982), Oleg Salenko (Rusland: 1994), Enner Valencia (Ecuador: 2014–2022)

### Aller tijden

#### Individueel

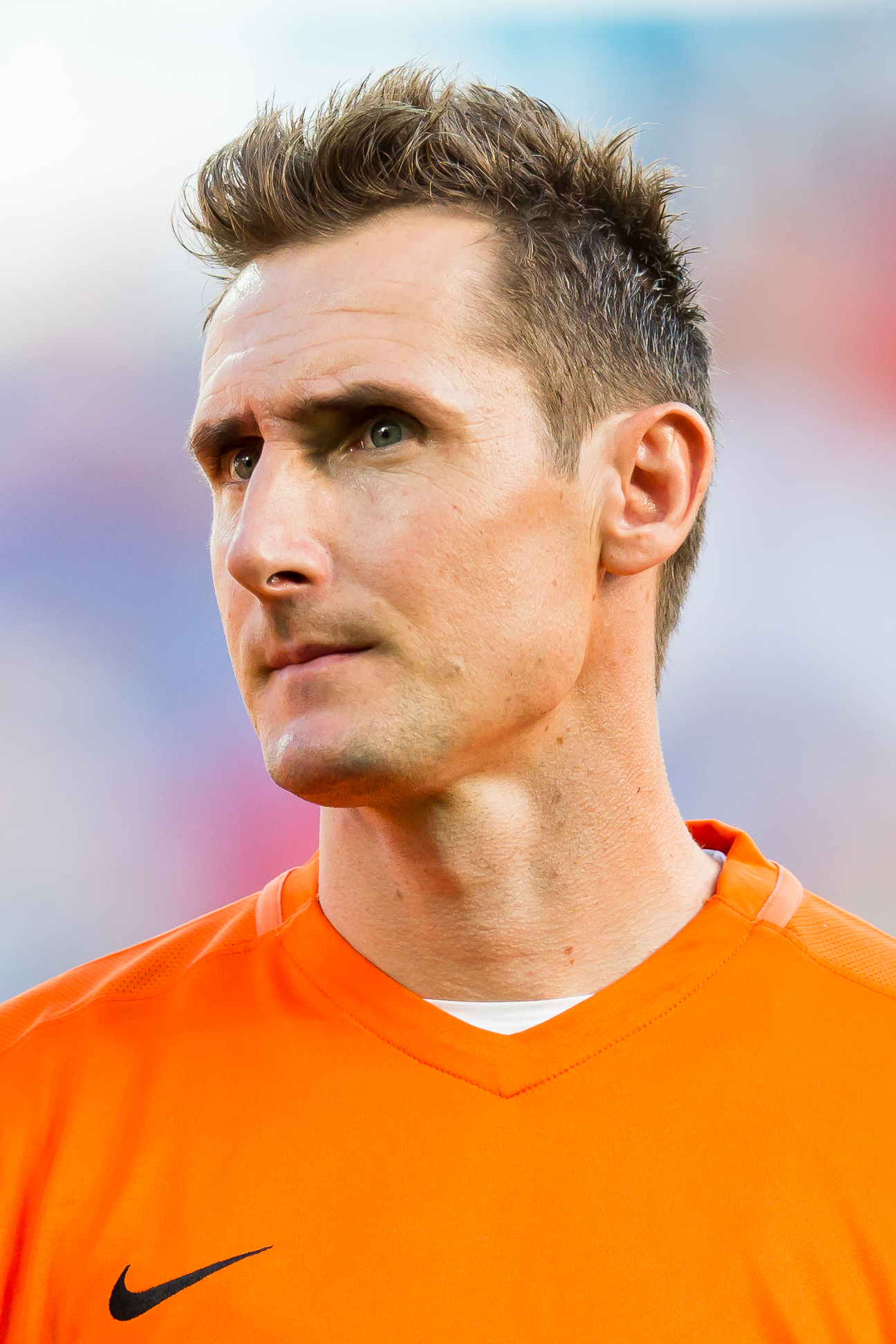
Miroslav Klose is met 16 doelpunten WK-topscorer aller tijden.

| Spelers met minstens tien WK-doelpunten | Spelers met minstens tien WK-doelpunten | Spelers met minstens tien WK-doelpunten | Spelers met minstens tien WK-doelpunten | Spelers met minstens tien WK-doelpunten | Spelers met minstens tien WK-doelpunten |
| №                                       | Speler                                  | Land                                    | Goals                                   | Wed.                                    | Op gescoorde WK's                       |
| --------------------------------------- | --------------------------------------- | --------------------------------------- | --------------------------------------- | --------------------------------------- | --------------------------------------- |
| 1.                                      | Miroslav Klose                          | Duitsland                               | 16                                      | 24                                      | 2002 (5), 2006 (5), 2010 (4), 2014 (2)  |
| 2.                                      | Ronaldo                                 | Brazilië                                | 15                                      | 19                                      | 1998 (4), 2002 (8), 2006 (3)            |
| 3.                                      | Gerd Müller                             | West-Duitsland                          | 14                                      | 13                                      | 1970 (10), 1974 (4)                     |
| 4.                                      | Just Fontaine                           | Frankrijk                               | 13                                      | 6                                       | 1958 (13)                               |
| 4.                                      | Lionel Messi                            | Argentinië                              | 13                                      | 26                                      | 2006 (1), 2014 (4), 2018 (1), 2022 (7)  |
| 5.                                      | Kylian Mbappé                           | Frankrijk                               | 12                                      | 14                                      | 2018 (4), 2022 (8)                      |
| 5.                                      | Pelé                                    | Brazilië                                | 12                                      | 14                                      | 1958 (6), 1962 (1), 1966 (1), 1970 (4)  |
| 7.                                      | Sándor Kocsis                           | Hongarije                               | 11                                      | 5                                       | 1954 (11)                               |
| 7.                                      | Jürgen Klinsmann                        | (West-)Duitsland                        | 11                                      | 17                                      | 1990 (3), 1994 (5), 1998 (3)            |
| 9.                                      | Helmut Rahn                             | West-Duitsland                          | 10                                      | 10                                      | 1954 (4), 1958 (6)                      |
| 9.                                      | Gary Lineker                            | Engeland                                | 10                                      | 12                                      | 1986 (6), 1990 (4)                      |
| 9.                                      | Gabriel Batistuta                       | Argentinië                              | 10                                      | 12                                      | 1994 (4), 1998 (5), 2002 (1)            |
| 9.                                      | Teófilo Cubillas                        | Peru                                    | 10                                      | 13                                      | 1970 (5), 1982 (5)                      |
| 9.                                      | Thomas Müller                           | Duitsland                               | 10                                      | 16                                      | 2010 (5), 2014 (5)                      |
| 9.                                      | Grzegorz Lato                           | Polen                                   | 10                                      | 20                                      | 1974 (7), 1978 (2), 1982 (1)            |

Dikgedrukte jaartallen zijn de WK's die gewonnen werden door het land van de speler. Schuingedrukte spelers zijn nog actief.
- Meeste gemaakte doelpunten: 16 – Miroslav Klose (Duitsland)
  - Meeste gemaakte doelpunten zonder ooit wereldkampioen te worden: 13 – Just Fontaine (Frankrijk)
- Meeste gemaakte doelpunten in groepswedstrijden: 11 – Miroslav Klose (Duitsland)
- Meeste gemaakte doelpunten in knock-outwedstrijden: 8 – Ronaldo (Brazilië), Kylian Mbappé (Frankrijk)
- Meeste verschillende wedstrijden waarin een speler scoorde: 11 – Ronaldo (Brazilië), Miroslav Klose (Duitsland)

#### Landen
| Landen met minstens tachtig gemaakte WK-goals | Landen met minstens tachtig gemaakte WK-goals | Landen met minstens tachtig gemaakte WK-goals | Landen met minstens tachtig gemaakte WK-goals    |
| №                                             | Land                                          | Goals                                         | Topscorer                                        |
| --------------------------------------------- | --------------------------------------------- | --------------------------------------------- | ------------------------------------------------ |
| 1.                                            | Brazilië                                      | 237                                           | Ronaldo (15)                                     |
| 2.                                            | Duitsland                                     | 232                                           | Miroslav Klose (16)                              |
| 3.                                            | Argentinië                                    | 152                                           | Lionel Messi (13)                                |
| 4.                                            | Frankrijk                                     | 136                                           | Just Fontaine (13)                               |
| 5.                                            | Italië                                        | 128                                           | Roberto Baggio, Paolo Rossi, Christian Vieri (9) |
| 6.                                            | Spanje                                        | 108                                           | David Villa (9)                                  |
| 7.                                            | Engeland                                      | 104                                           | Gary Lineker (10)                                |
| 8.                                            | Nederland                                     | 96                                            | Johnny Rep (7)                                   |
| 9.                                            | Uruguay                                       | 89                                            | Óscar Míguez (8)                                 |
| 10.                                           | Hongarije                                     | 87                                            | Sándor Kocsis (11)                               |
| 11.                                           | Zweden                                        | 80                                            | Kennet Andersson (5), Henrik Larsson (5)         |

- Meeste gemaakte doelpunten: 237 – Brazilië
  - Meeste gemaakte doelpunten zonder ooit wereldkampioen te worden: 96 – Nederland
- Meeste gemaakte doelpunten in groepswedstrijden: 148 – Brazilië
- Meeste gemaakte doelpunten in knock-outwedstrijden: 99 – Duitsland
- Minste gemaakte doelpunten: 0 – China, Nederlands-Indië, Trinidad en Tobago, Zaïre
- Meeste gespeelde wedstrijden zonder ooit te scoren: 3 – China, Trinidad en Tobago, Zaïre
- Meeste geïncasseerde doelpunten: 130 – Duitsland
- Minste geïncasseerde doelpunten: 2 – Angola
- Beste doelsaldo: +129 – Brazilië
- Slechtste doelsaldo: -39 – Zuid-Korea

### Per toernooi

#### Spelers
| Topscorers per eindtoernooi | Topscorers per eindtoernooi | Topscorers per eindtoernooi | Topscorers per eindtoernooi | Topscorers per eindtoernooi |
| WK                          | Speler                      | Land                        | Goals                       | Wed.                        |
| --------------------------- | --------------------------- | --------------------------- | --------------------------- | --------------------------- |
| 1930                        | Guillermo Stábile           | Argentinië                  | 8                           | 4                           |
| 1934                        | Oldřich Nejedlý             | Tsjecho-Slowakije           | 5                           | 4                           |
| 1938                        | Leônidas                    | Brazilië                    | 7                           | 4                           |
| 1950                        | Ademir                      | Brazilië                    | 8                           | 6                           |
| 1954                        | Sándor Kocsis               | Hongarije                   | 11                          | 5                           |
| 1958                        | Just Fontaine               | Frankrijk                   | 13                          | 6                           |
| 1962                        | Flórián Albert              | Hongarije                   | 4                           | 3                           |
| 1962                        | Valentin Ivanov             | Sovjet-Unie                 | 4                           | 4                           |
| 1962                        | Garrincha                   | Brazilië                    | 4                           | 6                           |
| 1962                        | Vavá                        | Brazilië                    | 4                           | 6                           |
| 1962                        | Leonel Sanchez              | Chili                       | 4                           | 6                           |
| 1962                        | Dražan Jerković             | Joegoslavië                 | 4                           | 6                           |
| 1966                        | Eusébio                     | Portugal                    | 9                           | 6                           |
| 1970                        | Gerd Müller                 | West-Duitsland              | 11                          | 6                           |
| 1974                        | Grzegorz Lato               | Polen                       | 7                           | 7                           |
| 1978                        | Mario Kempes                | Argentinië                  | 6                           | 7                           |
| 1982                        | Paolo Rossi                 | Italië                      | 6                           | 7                           |
| 1986                        | Gary Lineker                | Engeland                    | 6                           | 5                           |
| 1990                        | Salvatore Schillaci         | Italië                      | 6                           | 7                           |
| 1994                        | Oleg Salenko                | Rusland                     | 6                           | 3                           |
| 1994                        | Christo Stoitsjkov          | Bulgarije                   | 6                           | 7                           |
| 1998                        | Davor Šuker                 | Kroatië                     | 6                           | 7                           |
| 2002                        | Ronaldo                     | Brazilië                    | 8                           | 7                           |
| 2006                        | Miroslav Klose              | Duitsland                   | 5                           | 7                           |
| 2010                        | Thomas Müller               | Duitsland                   | 5                           | 6                           |
| 2010                        | David Villa                 | Spanje                      | 5                           | 7                           |
| 2010                        | Wesley Sneijder             | Nederland                   | 5                           | 7                           |
| 2010                        | Diego Forlán                | Uruguay                     | 5                           | 7                           |
| 2014                        | James Rodríguez             | Colombia                    | 6                           | 5                           |
| 2018                        | Harry Kane                  | Engeland                    | 6                           | 6                           |
| 2022                        | Kylian Mbappé               | Frankrijk                   | 8                           | 7                           |

Dikgedrukte landen wonnen het WK dat toernooi.
- Meeste gemaakte doelpunten op één toernooi: 13 – Just Fontaine (1958)
- Topscorer met de minste gemaakte doelpunten: 4 – Flórián Albert, Valentin Ivanov, Garrincha, Vavá, Leonel Sanchez, Dražan Jerković (1962)
- Meeste geleverde topscorers: 5 – Brazilië (Leônidas (1938), Ademir (1950), Garrincha, Vavá (1962), Ronaldo (2002))
- Beste prestatie van het land van de topscorer: wereldkampioen – Mario Kempes (Argentinië, 1978), Paolo Rossi (Italië, 1982), Ronaldo (Brazilië, 2002), David Villa (Spanje, 2010)
- Slechtste prestatie van het land van de topscorer: groepsfase – Oleg Salenko (Rusland, 1994)

#### Landen
| Meest scorend land per eindtoernooi | Meest scorend land per eindtoernooi | Meest scorend land per eindtoernooi | Meest scorend land per eindtoernooi | Meest scorend land per eindtoernooi |
| WK                                  | Land                                | Goals                               | Wed.                                |                                     |
| ----------------------------------- | ----------------------------------- | ----------------------------------- | ----------------------------------- | ----------------------------------- |
| 1930                                | Argentinië                          | 18                                  | 5                                   |                                     |
| 1934                                | Duitsland                           | 11                                  | 4                                   |                                     |
| 1934                                | Italië                              | 11                                  | 4                                   |                                     |
| 1938                                | Hongarije                           | 15                                  | 4                                   |                                     |
| 1950                                | Brazilië                            | 22                                  | 6                                   |                                     |
| 1954                                | Hongarije                           | 27                                  | 5                                   |                                     |
| 1958                                | Frankrijk                           | 23                                  | 6                                   |                                     |
| 1962                                | Brazilië                            | 14                                  | 6                                   |                                     |
| 1966                                | Portugal                            | 17                                  | 6                                   |                                     |
| 1970                                | Brazilië                            | 19                                  | 6                                   |                                     |
| 1974                                | Polen                               | 16                                  | 7                                   |                                     |
| 1978                                | Argentinië                          | 15                                  | 7                                   |                                     |
| 1978                                | Nederland                           | 15                                  | 7                                   |                                     |
| 1982                                | Frankrijk                           | 16                                  | 7                                   |                                     |
| 1986                                | Argentinië                          | 14                                  | 7                                   |                                     |
| 1990                                | West-Duitsland                      | 15                                  | 7                                   |                                     |
| 1994                                | Zweden                              | 15                                  | 7                                   |                                     |
| 1998                                | Frankrijk                           | 15                                  | 7                                   |                                     |
| 2002                                | Brazilië                            | 18                                  | 7                                   |                                     |
| 2006                                | Duitsland                           | 14                                  | 7                                   |                                     |
| 2010                                | Duitsland                           | 16                                  | 7                                   |                                     |
| 2014                                | Duitsland                           | 18                                  | 7                                   |                                     |
| 2018                                | België                              | 16                                  | 7                                   |                                     |
| 2022                                | Frankrijk                           | 16                                  | 7                                   |                                     |

Dikgedrukte landen wonnen de editie.
- Meeste gemaakte doelpunten op één toernooi: 27 – Hongarije (1954)
  - Meeste gemaakte doelpunten op één toernooi van een wereldkampioen: 25 – West-Duitsland (1954)
- Minste gemaakte doelpunten op één toernooi: 0 – België (1930), Bolivia (1930, 1950), Nederland (1938), Nederlands-Indië (1938), Tsjecho-Slowakije (1954), Schotland (1954), Zuid-Korea (1954), El Salvador (1970), Australië (1974), Zaïre (1974), Canada (1986), Griekenland (1994), Frankrijk (2002), China (2002), Saoedi-Arabië (2002), Trinidad en Tobago (2006), Algerije (2010), Honduras (2010)
  - Minste gemaakte doelpunten op één toernooi van een wereldkampioen: 8 – Spanje (2010)
- Meeste doelpuntenmakers van één land op één toernooi:[13] 10 – Frankrijk (1982), Italië (2006), België (2018)
- Meeste geïncasseerde doelpunten op één toernooi: 16 – Zuid-Korea (1954)
  - Meeste geïncasseerde doelpunten op één toernooi van een wereldkampioen: 14 – West-Duitsland (1954)
- Minste geïncasseerde doelpunten op één toernooi: 0 – Zwitserland (2006)
  - Minste geïncasseerde doelpunten op één toernooi van een wereldkampioen: 2 – Frankrijk (1998), Italië (2006), Spanje (2010)
- Beste doelsaldo op één toernooi: +17 – Hongarije (1954)
- Slechtste doelsaldo op één toernooi: -16 – Zuid-Korea (1954)

### Hattricks

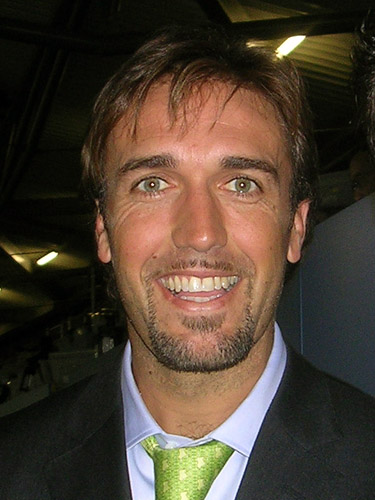
Gabriel Batistuta is de enige speler die op meerdere WK's een hattrick maakte.

| Spelers die een hattrick maakten op het WK | Spelers die een hattrick maakten op het WK | Spelers die een hattrick maakten op het WK | Spelers die een hattrick maakten op het WK | Spelers die een hattrick maakten op het WK | Spelers die een hattrick maakten op het WK | Spelers die een hattrick maakten op het WK |
| №                                          | WK                                         | Ronde                                      | Speler                                     | Land                                       | Score                                      | Tegenstander                               |
| ------------------------------------------ | ------------------------------------------ | ------------------------------------------ | ------------------------------------------ | ------------------------------------------ | ------------------------------------------ | ------------------------------------------ |
| 01.                                        | 1930                                       | Groepsfase                                 | Bert Patenaude                             | Verenigde Staten                           | 3 – 0                                      | Paraguay                                   |
| 02.                                        | 1930                                       | Groepsfase                                 | Guillermo Stábile                          | Argentinië                                 | 6 – 3                                      | Mexico                                     |
| 03.                                        | 1930                                       | Halve finale                               | Pedro Cea                                  | Uruguay                                    | 6 – 1                                      | Joegoslavië                                |
| 04.                                        | 1934                                       | Groepsfase                                 | Angelo Schiavio                            | Italië                                     | 7 – 1                                      | Verenigde Staten                           |
| 05.                                        | 1934                                       | Groepsfase                                 | Edmund Conen                               | Duitsland                                  | 5 – 2                                      | België                                     |
| 06.                                        | 1934                                       | Halve finale                               | Oldřich Nejedlý                            | Tsjecho-Slowakije                          | 3 – 1                                      | Duitsland                                  |
| 07.                                        | 1938                                       | Groepsfase                                 | Ernest Wilimowski4                         | Polen                                      | 5 – 6 n.v.                                 | Brazilië                                   |
| 08.                                        | 1938                                       | Groepsfase                                 | Leônidas                                   | Brazilië                                   | 6 – 5 n.v.                                 | Polen                                      |
| 09.                                        | 1938                                       | Kwartfinale                                | Gustav Wetterström                         | Zweden                                     | 8 – 0                                      | Cuba                                       |
| 10.                                        | 1938                                       | Kwartfinale                                | Harry Andersson                            | Zweden                                     | 8 – 0                                      | Cuba                                       |
| 11.                                        | 1950                                       | Groepsfase                                 | Óscar Míguez                               | Uruguay                                    | 8 – 0                                      | Bolivia                                    |
| 12.                                        | 1950                                       | Finaleronde                                | Ademir                                     | Brazilië                                   | 7 – 1                                      | Zweden                                     |
| 13.                                        | 1954                                       | Groepsfase                                 | Sándor Kocsis                              | Hongarije                                  | 9 – 0                                      | Zuid-Korea                                 |
| 14.                                        | 1954                                       | Groepsfase                                 | Erich Probst                               | Oostenrijk                                 | 5 – 0                                      | Tsjecho-Slowakije                          |
| 15.                                        | 1954                                       | Groepsfase                                 | Carlos Borges                              | Uruguay                                    | 7 – 0                                      | Schotland                                  |
| 16.                                        | 1954                                       | Groepsfase                                 | Sándor Kocsis4                             | Hongarije                                  | 8 – 3                                      | West-Duitsland                             |
| 17.                                        | 1954                                       | Groepsfase                                 | Burhan Sargun                              | Turkije                                    | 7 – 0                                      | Zuid-Korea                                 |
| 18.                                        | 1954                                       | Groepsfase                                 | Max Morlock                                | West-Duitsland                             | 7 – 2                                      | Turkije                                    |
| 19.                                        | 1954                                       | Kwartfinale                                | Theodor Wagner                             | Oostenrijk                                 | 7 – 5                                      | Zwitserland                                |
| 20.                                        | 1954                                       | Kwartfinale                                | Josef Hügi                                 | Zwitserland                                | 5 – 7                                      | Oostenrijk                                 |
| 21.                                        | 1958                                       | Groepsfase                                 | Just Fontaine                              | Frankrijk                                  | 7 – 3                                      | Paraguay                                   |
| 22.                                        | 1958                                       | Halve finale                               | Pelé                                       | Brazilië                                   | 5 – 2                                      | Frankrijk                                  |
| 23.                                        | 1958                                       | Troostfinale                               | Just Fontaine4                             | Frankrijk                                  | 6 – 3                                      | West-Duitsland                             |
| 24.                                        | 1962                                       | Groepsfase                                 | Flórián Albert                             | Hongarije                                  | 6 – 1                                      | Bulgarije                                  |
| 25.                                        | 1966                                       | Kwartfinale                                | Eusébio4                                   | Portugal                                   | 5 – 3                                      | Noord-Korea                                |
| 26.                                        | 1966                                       | Finale                                     | Geoff Hurst                                | Engeland                                   | 4 – 2 n.v.                                 | West-Duitsland                             |
| 27.                                        | 1970                                       | Groepsfase                                 | Gerd Müller                                | West-Duitsland                             | 5 – 2                                      | Bulgarije                                  |
| 28.                                        | 1970                                       | Groepsfase                                 | Gerd Müller                                | West-Duitsland                             | 3 – 1                                      | Peru                                       |
| 29.                                        | 1974                                       | Groepsfase                                 | Dušan Bajević                              | Joegoslavië                                | 9 – 0                                      | Zaïre                                      |
| 30.                                        | 1974                                       | Groepsfase                                 | Andrzej Szarmach                           | Polen                                      | 7 – 0                                      | Haïti                                      |
| 31.                                        | 1978                                       | Groepsfase                                 | Rob Rensenbrink                            | Nederland                                  | 3 – 0                                      | Iran                                       |
| 32.                                        | 1978                                       | Groepsfase                                 | Teófilo Cubillas                           | Peru                                       | 4 – 1                                      | Iran                                       |
| 33.                                        | 1982                                       | Groepsfase                                 | László Kiss°                               | Hongarije                                  | 10 – 1                                     | El Salvador                                |
| 34.                                        | 1982                                       | Groepsfase                                 | Karl-Heinz Rummenigge                      | West-Duitsland                             | 4 – 1                                      | Chili                                      |
| 35.                                        | 1982                                       | Tweede ronde                               | Zbigniew Boniek                            | Polen                                      | 3 – 0                                      | België                                     |
| 36.                                        | 1982                                       | Tweede ronde                               | Paolo Rossi                                | Italië                                     | 3 – 2                                      | Brazilië                                   |
| 37.                                        | 1986                                       | Groepsfase                                 | Preben Elkjær                              | Denemarken                                 | 6 – 1                                      | Uruguay                                    |
| 38.                                        | 1986                                       | Groepsfase                                 | Gary Lineker                               | Engeland                                   | 3 – 0                                      | Polen                                      |
| 39.                                        | 1986                                       | Achtste finale                             | Ihor Bjelanov                              | Sovjet-Unie                                | 3 – 4 n.v.                                 | België                                     |
| 40.                                        | 1986                                       | Achtste finale                             | Emilio Butragueño4                         | Spanje                                     | 5 – 1                                      | Denemarken                                 |
| 41.                                        | 1990                                       | Groepsfase                                 | Míchel                                     | Spanje                                     | 3 – 1                                      | Zuid-Korea                                 |
| 42.                                        | 1990                                       | Achtste finale                             | Tomáš Skuhravý                             | Tsjecho-Slowakije                          | 4 – 1                                      | Costa Rica                                 |
| 43.                                        | 1994                                       | Groepsfase                                 | Gabriel Batistuta                          | Argentinië                                 | 4 – 0                                      | Griekenland                                |
| 44.                                        | 1994                                       | Groepsfase                                 | Oleg Salenko5                              | Rusland                                    | 6 – 1                                      | Kameroen                                   |
| 45.                                        | 1998                                       | Groepsfase                                 | Gabriel Batistuta                          | Argentinië                                 | 5 – 0                                      | Jamaica                                    |
| 46.                                        | 2002                                       | Groepsfase                                 | Miroslav Klose                             | Duitsland                                  | 8 – 0                                      | Saoedi-Arabië                              |
| 47.                                        | 2002                                       | Groepsfase                                 | Pedro Pauleta                              | Portugal                                   | 4 – 0                                      | Polen                                      |
| 48.                                        | 2010                                       | Groepsfase                                 | Gonzalo Higuaín                            | Argentinië                                 | 4 – 1                                      | Zuid-Korea                                 |
| 49.                                        | 2014                                       | Groepsfase                                 | Thomas Müller                              | Duitsland                                  | 4 – 0                                      | Portugal                                   |
| 50.                                        | 2014                                       | Groepsfase                                 | Xherdan Shaqiri                            | Zwitserland                                | 3 – 0                                      | Honduras                                   |
| 51.                                        | 2018                                       | Groepsfase                                 | Cristiano Ronaldo                          | Portugal                                   | 3 – 3                                      | Spanje                                     |
| 52.                                        | 2018                                       | Groepsfase                                 | Harry Kane                                 | Engeland                                   | 6 – 1                                      | Panama                                     |
| 53.                                        | 2022                                       | Achtste finale                             | Gonçalo Ramos                              | Portugal                                   | 6 – 1                                      | Zwitserland                                |
| 54.                                        | 2022                                       | Finale                                     | Kylian Mbappé                              | Frankrijk                                  | 3 – 3 n.v. (2 – 4 n.s.)                    | Argentinië                                 |

Spelers met 4 achter de naam scoorden vijf keer. Spelers met 5 achter de naam scoorden vijf keer. Spelers met ° achter de naam maakten de hattrick als invaller.
- Meeste gemaakte doelpunten in één wedstrijd: 5 – Oleg Salenko (Rusland 6–1 Kameroen, 1994)
- Meeste gemaakte hattricks: 2 – Sándor Kocsis (Hongarije), Just Fontaine (Frankrijk), Gerd Müller (West-Duitsland), Gabriel Batistuta (Argentinië)
- Meeste gemaakte hattricks op één WK: 2 – Sándor Kocsis (Hongarije, 1954), Just Fontaine (Frankrijk, 1958), Gerd Müller (West-Duitsland, 1970)
- Op de meeste WK's een hattrick gemaakt: 2 – Gabriel Batistuta (Argentinië: 1994, 1998)
- In de meeste achtereenvolgende wedstrijden een hattrick gemaakt: 2 – Sándor Kocsis (Hongarije, 1954), Gerd Müller (West-Duitsland, 1970)
- Snelste hattrick: 7 minuten – László Kiss (Hongarije, 1982)
- Jongste maker van een hattrick: 17 jaar, 244 dagen – Pelé (Brazilië, 1958)
- Oudste maker van een hattrick: 33 jaar, 130 dagen – Cristiano Ronaldo (Portugal, 2018)[14]
- Meeste kopdoelpunten in één wedstrijd: 3 – Tomáš Skuhravý (Tsjecho-Slowakije 4–1 Costa Rica, 1990), Miroslav Klose (Duitsland 8–0 Saoedi-Arabië, 2002)
- Meeste hattricks per wedstrijd: 2 – Brazilië 6–5 Polen (1938: Ernest Wilimowski, Leônidas), Zweden 8–0 Cuba (1938: Gustav Wetterström, Harry Andersson), Oostenrijk 7–5 Zwitserland (1954: Theodor Wagner, Josef Hügi)
- Meeste gemaakte hattricks per land: 7 – Duitsland
- Meeste geïncasseerde hattricks per land: 4 – Duitsland, Zuid-Korea
- Meeste gemaakte hattricks per WK: 8 – 1954
- Minste gemaakte hattricks per WK: 0 – 2006

### Eigen doelpunten
| Spelers die een eigen doelpunt maakten op het WK | Spelers die een eigen doelpunt maakten op het WK | Spelers die een eigen doelpunt maakten op het WK | Spelers die een eigen doelpunt maakten op het WK | Spelers die een eigen doelpunt maakten op het WK | Spelers die een eigen doelpunt maakten op het WK | Spelers die een eigen doelpunt maakten op het WK |
| №                                                | WK                                               | Ronde                                            | Speler                                           | Namens                                           | Score                                            | Profiterend land                                 |
| ------------------------------------------------ | ------------------------------------------------ | ------------------------------------------------ | ------------------------------------------------ | ------------------------------------------------ | ------------------------------------------------ | ------------------------------------------------ |
| 01.                                              | 1930                                             | Groepsfase                                       | Manual Rosas                                     | Mexico                                           | 0 – 3                                            | Chili                                            |
| 02.                                              | 1938                                             | Achtste finale                                   | Ernst Lörtscher                                  | Zwitserland                                      | 4 – 2                                            | Duitsland                                        |
| 03.                                              | 1938                                             | Halve finale                                     | Sven Jacobsson                                   | Zweden                                           | 1 – 5                                            | Hongarije                                        |
| 04.                                              | 1954                                             | Groepsfase                                       | Jimmy Dickinson                                  | Engeland                                         | 4 – 4 n.v.                                       | België                                           |
| 05.                                              | 1954                                             | Groepsfase                                       | Raúl Cárdenas                                    | Mexico                                           | 2 – 3                                            | Frankrijk                                        |
| 06.                                              | 1954                                             | Kwartfinale                                      | Ivica Horvat                                     | Joegoslavië                                      | 0 – 2                                            | West-Duitsland                                   |
| 07.                                              | 1954                                             | Troostfinale                                     | Luis Cruz                                        | Uruguay                                          | 1 – 3                                            | Oostenrijk                                       |
| 08.                                              | 1966                                             | Groepsfase                                       | Ivan Voetsov                                     | Bulgarije                                        | 0 – 3                                            | Portugal                                         |
| 09.                                              | 1966                                             | Groepsfase                                       | Ivan Davidov                                     | 1 – 3                                            | Hongarije                                        |                                                  |
| 10.                                              | 1970                                             | Kwartfinale                                      | Javier Guzmán                                    | Mexico                                           | 1 – 4                                            | Italië                                           |
| 11.                                              | 1974                                             | Groepsfase                                       | Colin Curran                                     | Australië                                        | 0 – 2                                            | DDR                                              |
| 12.                                              | 1974                                             | Groepsfase                                       | Roberto Perfumo                                  | Argentinië                                       | 1 – 1                                            | Italië                                           |
| 13.                                              | 1974                                             | Groepsfase                                       | Ruud Krol                                        | Nederland                                        | 4 – 1                                            | Bulgarije                                        |
| 14.                                              | 1978                                             | Groepsfase                                       | Andranik Eskandarian                             | Iran                                             | 1 – 1                                            | Schotland                                        |
| 15.                                              | 1978                                             | Tweede ronde                                     | Ernie Brandts                                    | Nederland                                        | 2 – 1                                            | Italië                                           |
| 16.                                              | 1978                                             | Tweede ronde                                     | Berti Vogts                                      | West-Duitsland                                   | 2 – 3                                            | Oostenrijk                                       |
| 17.                                              | 1982                                             | Groepsfase                                       | Jozef Barmoš                                     | Tsjecho-Slowakije                                | 0 – 2                                            | Engeland                                         |
| 18.                                              | 1986                                             | Groepsfase                                       | László Dajka                                     | Hongarije                                        | 0 – 6                                            | Sovjet-Unie                                      |
| 19.                                              | 1986                                             | Groepsfase                                       | Cho Kwang-rae                                    | Zuid-Korea                                       | 2 – 3                                            | Italië                                           |
| 20.                                              | 1994                                             | Groepsfase                                       | Andrés Escobar                                   | Colombia                                         | 1 – 2                                            | Verenigde Staten                                 |
| 21.                                              | 1998                                             | Groepsfase                                       | Tom Boyd                                         | Schotland                                        | 1 – 2                                            | Brazilië                                         |
| 22.                                              | 1998                                             | Groepsfase                                       | Youssef Chippo                                   | Marokko                                          | 2 – 2                                            | Noorwegen                                        |
| 23.                                              | 1998                                             | Groepsfase                                       | Pierre Issa                                      | Zuid-Afrika                                      | 0 – 3                                            | Frankrijk                                        |
| 24.                                              | 1998                                             | Groepsfase                                       | Andoni Zubizarreta                               | Spanje                                           | 2 – 3                                            | Nigeria                                          |
| 25.                                              | 1998                                             | Groepsfase                                       | Siniša Mihajlović                                | Joegoslavië                                      | 2 – 2                                            | Duitsland                                        |
| 26.                                              | 1998                                             | Groepsfase                                       | Georgi Batsjev                                   | Bulgarije                                        | 1 – 6                                            | Spanje                                           |
| 27.                                              | 2002                                             | Groepsfase                                       | Jorge Costa                                      | Portugal                                         | 2 – 3                                            | Verenigde Staten                                 |
| 28.                                              | 2002                                             | Groepsfase                                       | Jeff Agoos                                       | Verenigde Staten                                 | 3 – 2                                            | Portugal                                         |
| 29.                                              | 2002                                             | Groepsfase                                       | Carles Puyol                                     | Spanje                                           | 3 – 1                                            | Paraguay                                         |
| 30.                                              | 2006                                             | Groepsfase                                       | Carlos Gamarra                                   | Paraguay                                         | 0 – 1                                            | Engeland                                         |
| 31.                                              | 2006                                             | Groepsfase                                       | Cristian Zaccardo                                | Italië                                           | 1 – 1                                            | Verenigde Staten                                 |
| 32.                                              | 2006                                             | Groepsfase                                       | Brent Sancho                                     | Trinidad en Tobago                               | 0 – 2                                            | Paraguay                                         |
| 33.                                              | 2006                                             | Troostfinale                                     | Petit                                            | Portugal                                         | 1 – 3                                            | Duitsland                                        |
| 34.                                              | 2010                                             | Groepsfase                                       | Daniel Agger                                     | Denemarken                                       | 0 – 2                                            | Nederland                                        |
| 35.                                              | 2010                                             | Groepsfase                                       | Park Chu-young                                   | Zuid-Korea                                       | 1 – 4                                            | Argentinië                                       |
| 36.                                              | 2014                                             | Groepsfase                                       | Marcelo                                          | Brazilië                                         | 3 – 1                                            | Kroatië                                          |
| 37.                                              | 2014                                             | Groepsfase                                       | Noel Valladares                                  | Honduras                                         | 0 – 3                                            | Frankrijk                                        |
| 38.                                              | 2014                                             | Groepsfase                                       | Sead Kolašinac                                   | Bosnië en Herzegovina                            | 1 – 2                                            | Argentinië                                       |
| 39.                                              | 2014                                             | Groepsfase                                       | John Boye                                        | Ghana                                            | 1 – 2                                            | Portugal                                         |
| 40.                                              | 2014                                             | Achtste finale                                   | Joseph Yobo                                      | Nigeria                                          | 0 – 2                                            | Frankrijk                                        |
| 41.                                              | 2018                                             | Groepsfase                                       | Aziz Bouhaddouz                                  | Marokko                                          | 0 – 1                                            | Iran                                             |
| 42.                                              | 2018                                             | Groepsfase                                       | Aziz Behich                                      | Australië                                        | 1 – 2                                            | Frankrijk                                        |
| 43.                                              | 2018                                             | Groepsfase                                       | Oghenekaro Etebo                                 | Nigeria                                          | 0 – 2                                            | Kroatië                                          |
| 44.                                              | 2018                                             | Groepsfase                                       | Thiago Cionek                                    | Polen                                            | 1 – 2                                            | Senegal                                          |
| 45.                                              | 2018                                             | Groepsfase                                       | Ahmed Fathy                                      | Egypte                                           | 1 – 3                                            | Rusland                                          |
| 46.                                              | 2018                                             | Groepsfase                                       | Denis Tsjerysjev                                 | Rusland                                          | 0 – 3                                            | Uruguay                                          |
| 47.                                              | 2018                                             | Groepsfase                                       | Edson Álvarez                                    | Mexico                                           | 0 – 3                                            | Zweden                                           |
| 48.                                              | 2018                                             | Groepsfase                                       | Yann Sommer                                      | Zwitserland                                      | 2 – 2                                            | Costa Rica                                       |
| 49.                                              | 2018                                             | Groepsfase                                       | Yassine Meriah                                   | Tunesië                                          | 2 – 1                                            | Panama                                           |
| 50.                                              | 2018                                             | Achtste finale                                   | Sergej Ignasjevitsj                              | Rusland                                          | 1 – 1                                            | Spanje                                           |
| 51.                                              | 2018                                             | Kwartfinale                                      | Fernandinho                                      | Brazilië                                         | 1 – 2                                            | België                                           |
| 52.                                              | 2018                                             | Finale                                           | Mario Mandžukić                                  | Kroatië                                          | 2 – 4                                            | Frankrijk                                        |
| 53.                                              | 2022                                             | Groepsfase                                       | Nayef Aguerd                                     | Marokko                                          | 2 – 1                                            | Canada                                           |
| 54.                                              | 2022                                             | Achtste finale                                   | Enzo Fernández                                   | Argentinië                                       | 2 – 1                                            | Australië                                        |

- Meeste gemaakte eigen doelpunten per land: 4 – Mexico
- Vaakst geprofiteerd van eigen doelpunten per land: 6 – Frankrijk
- Snelste eigen doelpunt: 2 minuten, 10 seconden – Sead Kolašinac (2014: Bosnië en Herzegovina 2–1 Argentinië)
- Laatste eigen doelpunt: 94 minuten, 6 seconden – Aziz Bouhaddouz (2018: Iran 1–0 Marokko)
- Meeste eigen doelpunten in één wedstrijd: 2 – Verenigde Staten 3–2 Portugal (2002: Jorge Costa, Jeff Agoos)
- Meeste gemaakte eigen doelpunten per WK: 12 – 2018
- Minste gemaakte eigen doelpunten per WK: 0 – 1934, 1950, 1958, 1962, 1990
- Jongste maker van een eigen doelpunt: 20 jaar, 246 dagen – Edson Álvarez (Mexico, 2018)
- Oudste maker van een eigen doelpunt: 38 jaar, 352 dagen – Sergej Ignasjevitsj (Rusland, 2018)

### Jubileumdoelpunten
| Goal | WK   | Speler                  | Land       | Uitslag | Tegenstander |
| ---- | ---- | ----------------------- | ---------- | ------- | ------------ |
| 1    | 1930 | Lucien Laurent          | Frankrijk  | 4–1     | Mexico       |
| 500  | 1958 | Bobby Collins           | Schotland  | 2–3     | Paraguay     |
| 1000 | 1978 | Rob Rensenbrink         | Nederland  | 2–3     | Schotland    |
| 1500 | 1994 | Claudio Caniggia        | Argentinië | 2–1     | Nigeria      |
| 2000 | 2006 | Marcus Allbäck          | Zweden     | 2–2     | Engeland     |
| 2500 | 2018 | Fakhreddine Ben Youssef | Tunesië    | 2–1     | Panama       |

## Trainers

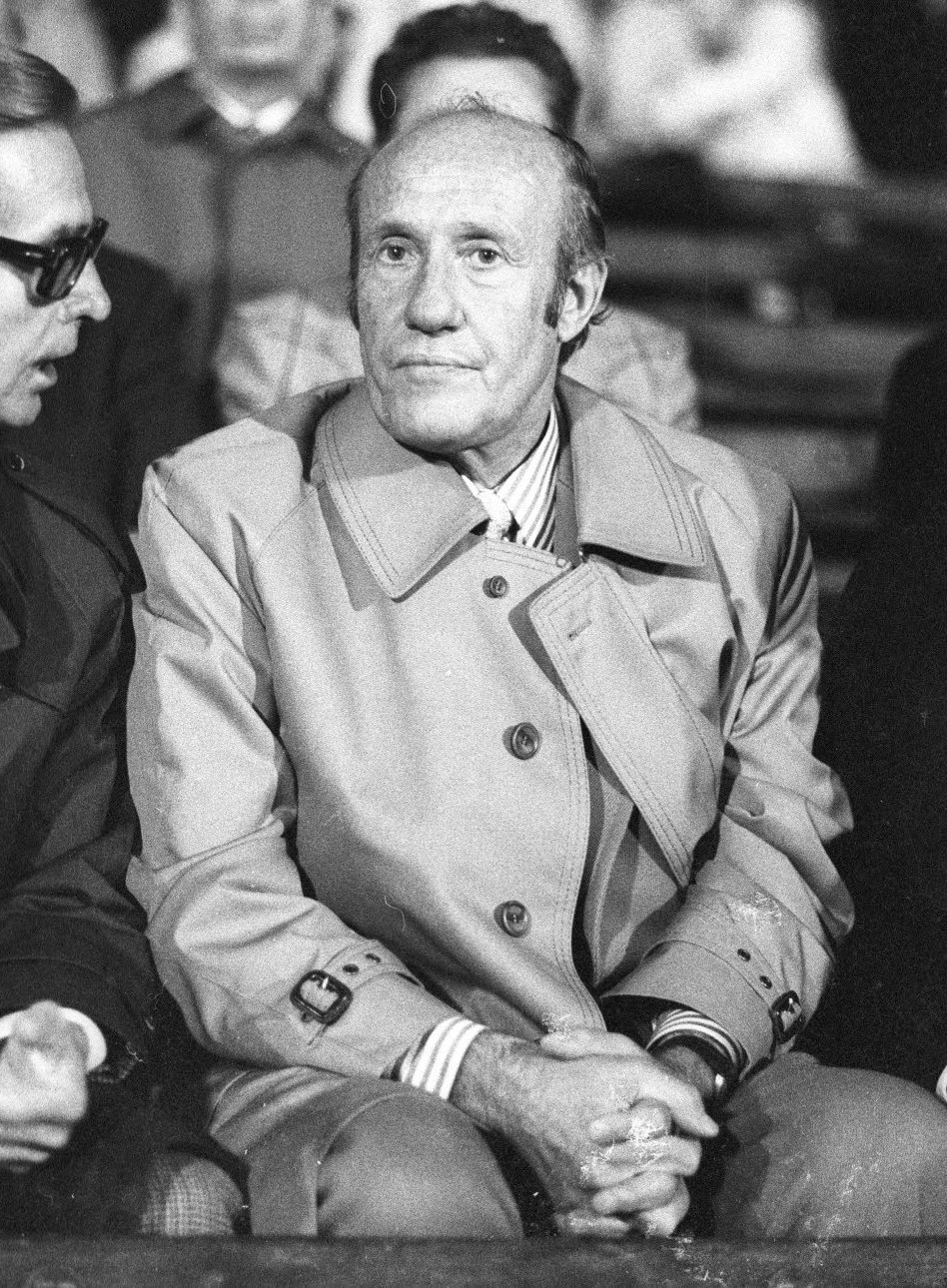
Helmut Schön trainde (25) en won (16) de meeste WK-wedstrijden.

| Trainers met minstens vijftien getrainde WK-wedstrijden | Trainers met minstens vijftien getrainde WK-wedstrijden | Trainers met minstens vijftien getrainde WK-wedstrijden | Trainers met minstens vijftien getrainde WK-wedstrijden | Trainers met minstens vijftien getrainde WK-wedstrijden | Trainers met minstens vijftien getrainde WK-wedstrijden | Trainers met minstens vijftien getrainde WK-wedstrijden | Trainers met minstens vijftien getrainde WK-wedstrijden                                        |
| №                                                       | Trainer                                                 | Nationaliteit                                           | Wed                                                     | W                                                       | G                                                       | V                                                       | Getrainde landen                                                                               |
| ------------------------------------------------------- | ------------------------------------------------------- | ------------------------------------------------------- | ------------------------------------------------------- | ------------------------------------------------------- | ------------------------------------------------------- | ------------------------------------------------------- | ---------------------------------------------------------------------------------------------- |
| 1.                                                      | Helmut Schön                                            | Duitsland                                               | 25                                                      | 16                                                      | 5                                                       | 4                                                       | West-Duitsland (1966, 1970, 1974, 1978)                                                        |
| 2.                                                      | Carlos Alberto Parreira                                 | Brazilië                                                | 23                                                      | 10                                                      | 4                                                       | 9                                                       | Koeweit (1982), V.A.E. (1990), Brazilië (1994, 2006), Saoedi-Arabië (1998), Zuid-Afrika (2010) |
| 3.                                                      | Luiz Felipe Scolari                                     | Brazilië                                                | 21                                                      | 14                                                      | 3                                                       | 4                                                       | Brazilië (2002, 2014), Portugal (2006)                                                         |
| 4.                                                      | Mário Zagallo                                           | Brazilië                                                | 20                                                      | 13                                                      | 3                                                       | 4                                                       | Brazilië (1970, 1974, 1998)                                                                    |
| 4.                                                      | Oscar Tabárez                                           | Uruguay                                                 | 20                                                      | 10                                                      | 3                                                       | 7                                                       | Uruguay (1990, 2010, 2014, 2018)                                                               |
| 4.                                                      | Bora Milutinović                                        | Servië                                                  | 20                                                      | 8                                                       | 3                                                       | 9                                                       | Mexico (1986), Costa Rica (1990), Verenigde Staten (1994), Nigeria (1998), China (2002)        |
| 7.                                                      | Didier Deschamps                                        | Frankrijk                                               | 19                                                      | 14                                                      | 3                                                       | 2                                                       | Frankrijk (2014, 2018, 2022)                                                                   |
| 8.                                                      | Enzo Bearzot                                            | Italië                                                  | 18                                                      | 9                                                       | 6                                                       | 3                                                       | Italië (1978, 1982, 1986)                                                                      |
| 8.                                                      | Sepp Herberger                                          | Duitsland                                               | 18                                                      | 9                                                       | 4                                                       | 5                                                       | Duitsland (1938, 1954, 1958, 1962)                                                             |
| 8.                                                      | Guus Hiddink                                            | Nederland                                               | 18                                                      | 7                                                       | 6                                                       | 5                                                       | Nederland (1998), Zuid-Korea (2002), Australië (2006)                                          |
| 10.                                                     | Joachim Löw                                             | Duitsland                                               | 17                                                      | 12                                                      | 1                                                       | 4                                                       | Duitsland (2010, 2014, 2018)                                                                   |
| 12.                                                     | Henri Michel                                            | Frankrijk                                               | 16                                                      | 6                                                       | 4                                                       | 6                                                       | Frankrijk (1986), Kameroen (1994), Marokko (1998), Ivoorkust (2006)                            |
| 12.                                                     | Guy Thys                                                | België                                                  | 16                                                      | 6                                                       | 3                                                       | 7                                                       | België (1982, 1986, 1990)                                                                      |
| 14.                                                     | Lajos Baróti                                            | Hongarije                                               | 15                                                      | 5                                                       | 2                                                       | 8                                                       | Hongarije (1958, 1962, 1966, 1978)                                                             |

Dikgedrukte jaartallen zijn de jaren waarin de trainer het WK won. Schuingedrukte trainers zijn nog actief.
- Meeste getrainde wedstrijden: 25 – Helmut Schön (West-Duitsland)
  - Meeste getrainde wedstrijden zonder ooit wereldkampioen te worden: 20 – Oscar Tabárez (Uruguay), Bora Milutinović (Mexico, Costa Rica, Verenigde Staten, Nigeria, China)
  - Meeste getrainde wedstrijden met slechts één land getraind: 25 – Helmut Schön (West-Duitsland)
  - Meeste getrainde wedstrijden zonder ooit een wedstrijd te verliezen: 12 – Louis van Gaal (Nederland)
- Meeste gewonnen wedstrijden: 16 – Helmut Schön (West-Duitsland)
  - Meeste gewonnen wedstrijden zonder ooit wereldkampioen te worden: 10 – Oscar Tabárez (Uruguay)
  - Meeste gewonnen wedstrijden met slechts één land getraind: 16 – Helmut Schön (West-Duitsland)
- Meeste getrainde WK's: 6 – Carlos Alberto Parreira (1982, 1990, 1994, 1998, 2006, 2010)
  - Meeste getrainde WK's zonder ooit wereldkampioen te worden: 5 – Bora Milutinović (1986, 1990, 1994, 1998, 2002)
  - Meeste achtereenvolgende getrainde WK's: 5 – Bora Milutinović (1986, 1990, 1994, 1998, 2002)
- Meeste getrainde landen: 5 – Carlos Alberto Parreira (Koeweit, Verenigde Arabische Emiraten, Brazilië, Saoedi-Arabië, Zuid-Afrika), Bora Milutinović (Mexico, Costa Rica, Verenigde Staten, Nigeria, China)
- Jongste trainer: 27 jaar, 267 dagen – Juan José Tramutola (Argentinië, 1930)
- Oudste trainer: 71 jaar, 317 dagen – Otto Rehhagel (Griekenland, 2010)

### Winnaars
| Trainers van de winnende landen | Trainers van de winnende landen | Trainers van de winnende landen | Trainers van de winnende landen |
| WK                              | Winnende trainer                | Nationaliteit                   | Winnend land                    |
| ------------------------------- | ------------------------------- | ------------------------------- | ------------------------------- |
| 1930                            | Alberto Suppici                 | Uruguay                         | Uruguay                         |
| 1934                            | Vittorio Pozzo                  | Italië                          | Italië                          |
| 1938                            | Vittorio Pozzo                  | Italië                          | Italië                          |
| 1950                            | Juan López                      | Uruguay                         | Uruguay                         |
| 1954                            | Sepp Herberger                  | Bondsrep. Duitsland             | West-Duitsland                  |
| 1958                            | Vicente Feola                   | Brazilië                        | Brazilië                        |
| 1962                            | Aymoré Moreira                  | Brazilië                        | Brazilië                        |
| 1966                            | Alf Ramsey                      | Engeland                        | Engeland                        |
| 1970                            | Mário Zagallo                   | Brazilië                        | Brazilië                        |
| 1974                            | Helmut Schön                    | Bondsrep. Duitsland             | West-Duitsland                  |
| 1978                            | César Luis Menotti              | Argentinië                      | Argentinië                      |
| 1982                            | Enzo Bearzot                    | Italië                          | Italië                          |
| 1986                            | Carlos Bilardo                  | Argentinië                      | Argentinië                      |
| 1990                            | Franz Beckenbauer               | Bondsrep. Duitsland             | West-Duitsland                  |
| 1994                            | Carlos Alberto Parreira         | Brazilië                        | Brazilië                        |
| 1998                            | Aimé Jacquet                    | Frankrijk                       | Frankrijk                       |
| 2002                            | Luiz Felipe Scolari             | Brazilië                        | Brazilië                        |
| 2006                            | Marcello Lippi                  | Italië                          | Italië                          |
| 2010                            | Vicente del Bosque              | Spanje                          | Spanje                          |
| 2014                            | Joachim Löw                     | Duitsland                       | Duitsland                       |
| 2018                            | Didier Deschamps                | Frankrijk                       | Frankrijk                       |
| 2022                            | Lionel Scaloni                  | Argentinië                      | Argentinië                      |

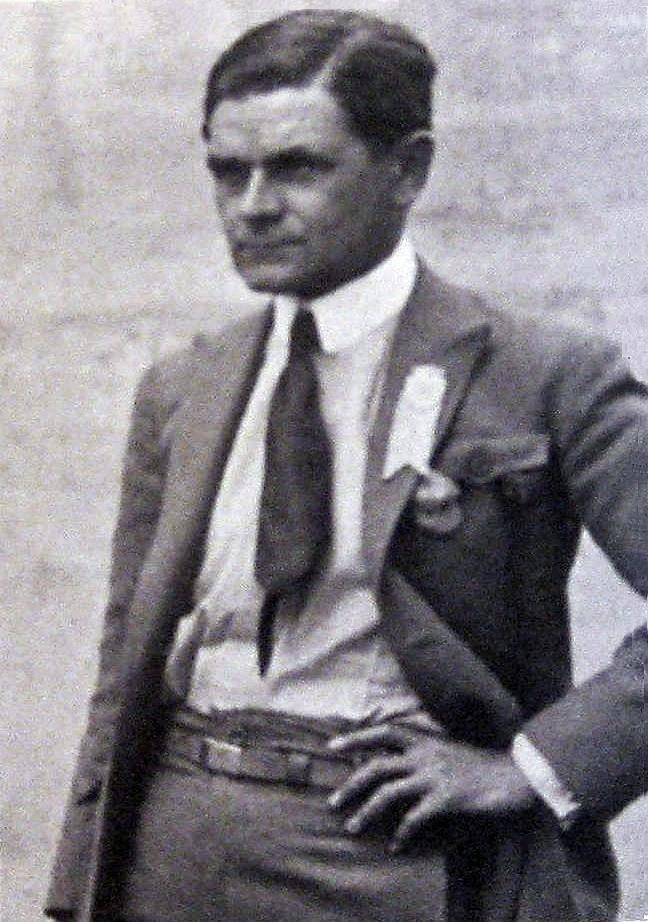
Vittorio Pozzo is de enige die het WK meerdere keren als trainer won.

- Meeste gewonnen WK's: 2 – Vittorio Pozzo (Italië: 1934, 1938)
- Gewonnen WK als speler en trainer: Mário Zagallo (Brazilië: 1958, 1962 / 1970), Franz Beckenbauer (West-Duitsland: 1974 / 1990), Didier Deschamps (Frankrijk: 1998 / 2018)
- Jongste winnende trainer: 31 jaar, 8 maanden, 10 dagen – Alberto Suppici (Uruguay, 1930)
- Oudste winnende trainer: 59 jaar, 6 maanden, 18 dagen – Vicente del Bosque (Spanje, 2010)

## Gastlanden
| De gastlanden per WK | De gastlanden per WK | De gastlanden per WK | De gastlanden per WK |
| WK                   | Gastland             | Continent            | Prestatie gastland   |
| -------------------- | -------------------- | -------------------- | -------------------- |
| 1930                 | Uruguay              | Zuid-Amerika         | Wereldkampioen       |
| 1934                 | Italië               | Europa               | Wereldkampioen       |
| 1938                 | Frankrijk            | Europa               | Kwartfinales         |
| 1950                 | Brazilië             | Zuid-Amerika         | Tweede               |
| 1954                 | Zwitserland          | Europa               | Kwartfinales         |
| 1958                 | Zweden               | Europa               | Tweede               |
| 1962                 | Chili                | Zuid-Amerika         | Derde                |
| 1966                 | Engeland             | Europa               | Wereldkampioen       |
| 1970                 | Mexico               | Noord-Amerika        | Kwartfinales         |
| 1974                 | West-Duitsland       | Europa               | Wereldkampioen       |
| 1978                 | Argentinië           | Zuid-Amerika         | Wereldkampioen       |
| 1982                 | Spanje               | Europa               | Tweede ronde         |
| 1986                 | Mexico               | Noord-Amerika        | Kwartfinales         |
| 1990                 | Italië               | Europa               | Derde                |
| 1994                 | Verenigde Staten     | Noord-Amerika        | Achtste finales      |
| 1998                 | Frankrijk            | Europa               | Wereldkampioen       |
| 2002                 | Japan                | Azië                 | Achtste finales      |
| 2002                 | Zuid-Korea           | Azië                 | Vierde               |
| 2006                 | Duitsland            | Europa               | Derde                |
| 2010                 | Zuid-Afrika          | Afrika               | Groepsfase           |
| 2014                 | Brazilië             | Zuid-Amerika         | Vierde               |
| 2018                 | Rusland              | Europa               | Kwartfinales         |
| 2022                 | Qatar                | Azië                 | Groepsfase           |
| 2026                 | Canada               | Noord-Amerika        | Nog niet gespeeld    |
| 2026                 | Mexico               | Noord-Amerika        | Nog niet gespeeld    |
| 2026                 | Verenigde Staten     | Noord-Amerika        | Nog niet gespeeld    |

- Meeste WK's georganiseerd: 2 – Italië (1934, 1990), Frankrijk (1938, 1998), Brazilië (1950, 2014), Mexico (1970, 1986), Duitsland (1974, 2006)
- Meeste WK's georganiseerd per continent: 11 – Europa (1934, 1938, 1954, 1958, 1966, 1974, 1982, 1990, 1998, 2006, 2018)
- Langste gat tussen twee georganiseerde WK's: 64 jaar – Brazilië (1950, 2014)
- Kortste gat tussen twee georganiseerde WK's: 16 jaar – Mexico (1970, 1986)
- Beste prestatie van een gastland: wereldkampioen – Uruguay (1930), Italië (1934), Engeland (1966), West-Duitsland (1974), Argentinië (1978), Frankrijk (1998)
- Slechtste prestatie van een gastland: groepsfase – Zuid-Afrika (2010), Qatar (2022)

## Debuterende landen
| Debuterende landen per WK | Debuterende landen per WK | Debuterende landen per WK | Debuterende landen per WK |
| WK                        | #                         | Debuterende landen |                           |
| ------------------------- | ------------------------- | --- | ------------------------- |
| 1930                      | 13                        | Argentinië, België, Bolivia, Brazilië, Chili, Frankrijk, Mexico, Paraguay, Peru, Roemenië, Verenigde Staten, Uruguay, Joegoslavië |                           |
| 1934                      | 10                        | Oostenrijk, Tsjecho-Slowakije, Egypte, Duitsland, Hongarije, Italië, Nederland, Spanje, Zweden, Zwitserland                       |                           |
| 1938                      | 4                         | Cuba, Nederlands-Indië, Noorwegen, Polen                                                                                          |                           |
| 1950                      | 1                         | Engeland |                           |
| 1954                      | 3/4                       | Zuid-Korea, Schotland, Turkije, West-Duitsland                                                                                    |                           |
| 1958                      | 3                         | Noord-Ierland, Sovjet-Unie, Wales                                                                                                 |                           |
| 1962                      | 2                         | Bulgarije, Colombia |                           |
| 1966                      | 2                         | Noord-Korea, Portugal |                           |
| 1970                      | 3                         | El Salvador, Israël, Marokko |                           |
| 1974                      | 4                         | Australië, Duitse Democratische Republiek, Haïti, Zaïre                                                                           |                           |
| 1978                      | 2                         | Iran, Tunesië |                           |
| 1982                      | 5                         | Algerije, Kameroen, Honduras, Koeweit, Nieuw-Zeeland                                                                              |                           |
| 1986                      | 3                         | Canada, Denemarken, Irak |                           |
| 1990                      | 3                         | Costa Rica, Ierland, Verenigde Arabische Emiraten                                                                                 |                           |
| 1994                      | 3/4                       | Griekenland, Nigeria, Saoedi-Arabië, Rusland                                                                                      |                           |
| 1998                      | 4/5                       | Kroatië, Jamaica, Japan, Zuid-Afrika, Joegoslavië                                                                                 |                           |
| 2002                      | 4                         | China, Ecuador, Senegal, Slovenië                                                                                                 |                           |
| 2006                      | 6/7                       | Angola, Ivoorkust, Ghana, Togo, Trinidad en Tobago, Oekraïne, Tsjechië                                                            |                           |
| 2010                      | 1/2                       | Slowakije, Servië |                           |
| 2014                      | 1                         | Bosnië en Herzegovina |                           |
| 2018                      | 2                         | IJsland, Panama |                           |
| 2022                      | 1                         | Qatar |                           |

Een dikgedrukt jaartal geeft aan dat er aan dat toernooi een record verbrekend aantal landen deelnamen aan het eindtoernooi.
- Meeste debuterende landen per WK: 13 – 1934
  - Meeste debuterende landen per WK na 1934: 6/7 – 2006
- Beste prestatie van een debuterend land: wereldkampioen – Uruguay (1930), Italië (1934)
  - Beste prestatie van een debuterend land na 1934: derde – Portugal (1966), Kroatië (1998)

## Titelverdedigers
| De titelverdedigers per WK | De titelverdedigers per WK | De titelverdedigers per WK | De titelverdedigers per WK |
| WK                         | Titelverdediger            | Prestatie titelverdediger  |                            |
| -------------------------- | -------------------------- | -------------------------- | -------------------------- |
| 1930                       | —                          | —                          |                            |
| 1934                       | Uruguay                    | Niet deelgenomen           |                            |
| 1938                       | Italië                     | Wereldkampioen             |                            |
| 1950                       | Italië                     | Groepsfase                 |                            |
| 1954                       | Uruguay                    | Vierde                     |                            |
| 1958                       | West-Duitsland             | Vierde                     |                            |
| 1962                       | Brazilië                   | Wereldkampioen             |                            |
| 1966                       | Brazilië                   | Groepsfase                 |                            |
| 1970                       | Engeland                   | Kwartfinale                |                            |
| 1974                       | Brazilië                   | Vierde                     |                            |
| 1978                       | West-Duitsland             | Tweede ronde               |                            |
| 1982                       | Argentinië                 | Tweede ronde               |                            |
| 1986                       | Italië                     | Achtste finales            |                            |
| 1990                       | Argentinië                 | Tweede                     |                            |
| 1994                       | Duitsland                  | Kwartfinales               |                            |
| 1998                       | Brazilië                   | Tweede                     |                            |
| 2002                       | Frankrijk                  | Groepsfase                 |                            |
| 2006                       | Brazilië                   | Kwartfinales               |                            |
| 2010                       | Italië                     | Groepsfase                 |                            |
| 2014                       | Spanje                     | Groepsfase                 |                            |
| 2018                       | Duitsland                  | Groepsfase                 |                            |
| 2022                       | Frankrijk                  | Tweede                     |                            |
| 2026                       | Argentinië                 | Nog niet gespeeld          |                            |

- Beste prestatie van een titelverdediger: wereldkampioen – Italië (1938), Brazilië (1962)
- Slechtste prestatie van een titelverdediger: niet deelgenomen  – Uruguay (1934)
  - Slechtste prestatie van een deelnemende titelverdediger: groepsfase – Italië (1950), Brazilië (1966), Frankrijk (2002), Italië (2010), Spanje (2014), Duitsland (2018)

## Strafschoppen
- Meeste genomen strafschoppen per land exclusief strafschoppenseries: 19 – Spanje
- Meeste benutte strafschoppen per land exclusief strafschoppenseries: 16 – Spanje
- Meeste gemiste strafschoppen per land exclusief strafschoppenseries: 4 – Brazilië
- Meeste genomen strafschoppen per speler exclusief strafschoppenseries: 6 – Lionel Messi (Argentinië)
- Meeste benutte strafschoppen per speler exclusief strafschoppenseries: 4 – Eusébio (Portugal), Rob Rensenbrink (Nederland), Gabriel Batistuta (Argentinië), Harry Kane (Engeland), Lionel Messi (Argentinië)
- Meeste benutte strafschoppen op één WK per speler exclusief strafschoppenseries: 4 – Eusébio (Portugal: 1966), Rob Rensenbrink (Nederland: 1978), Lionel Messi (Argentinië: 2022)
- Meeste gemiste strafschoppen per speler exclusief strafschoppenseries: 2 – Asamoah Gyan (Ghana), Lionel Messi (Argentinië)
- Meeste genomen strafschoppen per toernooi exclusief strafschoppenseries: 29 – 2018[26]
- Meeste benutte strafschoppen per toernooi exclusief strafschoppenseries: 22 – 2018
- Meeste gemiste strafschoppen per toernooi exclusief strafschoppenseries: 7 – 2018

### Strafschoppenseries
| Wedstrijden beslist door middel van een strafschoppenserie | Wedstrijden beslist door middel van een strafschoppenserie | Wedstrijden beslist door middel van een strafschoppenserie | Wedstrijden beslist door middel van een strafschoppenserie | Wedstrijden beslist door middel van een strafschoppenserie | Wedstrijden beslist door middel van een strafschoppenserie | Wedstrijden beslist door middel van een strafschoppenserie | Wedstrijden beslist door middel van een strafschoppenserie |
| №                                                          | WK                                                         | Ronde                                                      | Winnaar                                                    | Uitslag                                                    | Uitslag                                                    | Verliezer                                                  | Genomen                                                    |
| ---------------------------------------------------------- | ---------------------------------------------------------- | ---------------------------------------------------------- | ---------------------------------------------------------- | ---------------------------------------------------------- | ---------------------------------------------------------- | ---------------------------------------------------------- | ---------------------------------------------------------- |
| 1.                                                         | 1982                                                       | Halve finale                                               | West-Duitsland                                             | 3 – 3                                                      | 5 – 4                                                      | Frankrijk                                                  | 6 – 6                                                      |
| 2.                                                         | 1986                                                       | Kwartfinale                                                | Frankrijk                                                  | 1 – 1                                                      | 4 – 3                                                      | Brazilië                                                   | 5 – 5                                                      |
| 3.                                                         | 1986                                                       | Kwartfinale                                                | West-Duitsland                                             | 0 – 0                                                      | 4 – 1                                                      | Mexico                                                     | 4 – 3                                                      |
| 4.                                                         | 1986                                                       | Kwartfinale                                                | België                                                     | 1 – 1                                                      | 5 – 4                                                      | Spanje                                                     | 5 – 5                                                      |
| 5.                                                         | 1990                                                       | Achtste finale                                             | Ierland                                                    | 0 – 0                                                      | 5 – 4                                                      | Roemenië                                                   | 5 – 5                                                      |
| 6.                                                         | 1990                                                       | Kwartfinale                                                | Argentinië                                                 | 0 – 0                                                      | 3 – 2                                                      | Joegoslavië                                                | 5 – 5                                                      |
| 7.                                                         | 1990                                                       | Halve finale                                               | Argentinië                                                 | 1 – 1                                                      | 4 – 3                                                      | Italië                                                     | 4 – 5                                                      |
| 8.                                                         | 1990                                                       | Halve finale                                               | West-Duitsland                                             | 1 – 1                                                      | 4 – 3                                                      | Engeland                                                   | 4 – 5                                                      |
| 9.                                                         | 1994                                                       | Achtste finale                                             | Bulgarije                                                  | 1 – 1                                                      | 3 – 1                                                      | Mexico                                                     | 4 – 4                                                      |
| 10.                                                        | 1994                                                       | Kwartfinale                                                | Zweden                                                     | 2 – 2                                                      | 5 – 4                                                      | Roemenië                                                   | 6 – 6                                                      |
| 11.                                                        | 1994                                                       | Finale                                                     | Brazilië                                                   | 0 – 0                                                      | 3 – 2                                                      | Italië                                                     | 4 – 5                                                      |
| 12.                                                        | 1998                                                       | Achtste finale                                             | Argentinië                                                 | 2 – 2                                                      | 3 – 2                                                      | Engeland                                                   | 5 – 5                                                      |
| 13.                                                        | 1998                                                       | Kwartfinale                                                | Frankrijk                                                  | 0 – 0                                                      | 4 – 3                                                      | Italië                                                     | 5 – 5                                                      |
| 14.                                                        | 1998                                                       | Halve finale                                               | Brazilië                                                   | 1 – 1                                                      | 4 – 2                                                      | Nederland                                                  | 4 – 4                                                      |
| 15.                                                        | 2002                                                       | Achtste finale                                             | Spanje                                                     | 1 – 1                                                      | 3 – 2                                                      | Ierland                                                    | 5 – 5                                                      |
| 16.                                                        | 2002                                                       | Kwartfinale                                                | Zuid-Korea                                                 | 0 – 0                                                      | 5 – 3                                                      | Spanje                                                     | 5 – 4                                                      |
| 17.                                                        | 2006                                                       | Achtste finale                                             | Oekraïne                                                   | 0 – 0                                                      | 3 – 0                                                      | Zwitserland                                                | 4 – 3                                                      |
| 18.                                                        | 2006                                                       | Kwartfinale                                                | Duitsland                                                  | 1 – 1                                                      | 4 – 2                                                      | Argentinië                                                 | 4 – 4                                                      |
| 19.                                                        | 2006                                                       | Kwartfinale                                                | Portugal                                                   | 0 – 0                                                      | 3 – 1                                                      | Engeland                                                   | 5 – 4                                                      |
| 20.                                                        | 2006                                                       | Finale                                                     | Italië                                                     | 1 – 1                                                      | 5 – 3                                                      | Frankrijk                                                  | 5 – 4                                                      |
| 21.                                                        | 2010                                                       | Achtste finale                                             | Paraguay                                                   | 0 – 0                                                      | 5 – 3                                                      | Japan                                                      | 5 – 4                                                      |
| 22.                                                        | 2010                                                       | Kwartfinale                                                | Uruguay                                                    | 1 – 1                                                      | 4 – 2                                                      | Ghana                                                      | 5 – 4                                                      |
| 23.                                                        | 2014                                                       | Achtste finale                                             | Brazilië                                                   | 1 – 1                                                      | 3 – 2                                                      | Chili                                                      | 5 – 5                                                      |
| 24.                                                        | 2014                                                       | Achtste finale                                             | Costa Rica                                                 | 1 – 1                                                      | 3 – 2                                                      | Griekenland                                                | 5 – 4                                                      |
| 25.                                                        | 2014                                                       | Kwartfinale                                                | Nederland                                                  | 0 – 0                                                      | 4 – 3                                                      | Costa Rica                                                 | 4 – 5                                                      |
| 26.                                                        | 2014                                                       | Halve finale                                               | Argentinië                                                 | 0 – 0                                                      | 4 – 2                                                      | Nederland                                                  | 4 – 4                                                      |
| 27.                                                        | 2018                                                       | Achtste finale                                             | Rusland                                                    | 1 – 1                                                      | 4 – 3                                                      | Spanje                                                     | 4 – 5                                                      |
| 28.                                                        | 2018                                                       | Achtste finale                                             | Kroatië                                                    | 1 – 1                                                      | 3 – 2                                                      | Denemarken                                                 | 5 – 5                                                      |
| 29.                                                        | 2018                                                       | Achtste finale                                             | Engeland                                                   | 1 – 1                                                      | 4 – 3                                                      | Colombia                                                   | 5 – 5                                                      |
| 30.                                                        | 2018                                                       | Halve finale                                               | Kroatië                                                    | 2 – 2                                                      | 4 – 3                                                      | Rusland                                                    | 5 – 5                                                      |
| 31.                                                        | 2022                                                       | Achtste finale                                             | Kroatië                                                    | 1 – 1                                                      | 3 – 1                                                      | Japan                                                      | 4 – 4                                                      |
| 32.                                                        | 2022                                                       | Achtste finale                                             | Marokko                                                    | 0 – 0                                                      | 3 – 0                                                      | Spanje                                                     | 4 – 3                                                      |
| 33.                                                        | 2022                                                       | Kwartfinale                                                | Kroatië                                                    | 1 – 1                                                      | 4 – 2                                                      | Brazilië                                                   | 4 – 4                                                      |
| 34.                                                        | 2022                                                       | Kwartfinale                                                | Argentinië                                                 | 2 – 2                                                      | 4 – 3                                                      | Nederland                                                  | 5 – 5                                                      |
| 35.                                                        | 2022                                                       | Finale                                                     | Argentinië                                                 | 3 – 3                                                      | 4 – 2                                                      | Frankrijk                                                  | 4 – 4                                                      |

- Meeste gespeelde strafschoppenseries: 7 – Argentinië (1990 (2×), 1998, 2006, 2014, 2022 (2×))[27]
  - Meeste gespeelde strafschoppenseries zonder een te verliezen: 4 – Duitsland (1982, 1986, 1990, 2006), Kroatië (2018 (2×), 2022 (2×))
  - Meeste gespeelde strafschoppenseries zonder een te winnen: 2 – Mexico (1986, 1994), Roemenië (1990, 1994), Japan (2010, 2022)
- Meeste gewonnen strafschoppenseries: 6 – Argentinië (1990 (2×), 1998, 2014, 2022 (2×))
- Meeste verloren strafschoppenseries: 4 – Spanje (1986, 2002, 2018, 2022)
- Meeste gespeelde strafschoppenseries op één WK: 2 – Argentinië (1990, 2022), Spanje (2002), Costa Rica, Nederland (2014), Rusland (2018), Kroatië (2018, 2022)
- Meeste gewonnen strafschoppenseries op één WK: 2 – Argentinië (1990, 2022), Kroatië (2018, 2022)
- Op de meeste WK's een strafschoppenserie gespeeld: 5 – Argentinië (1990, 1998, 2006, 2014, 2022)
- Op de meeste WK's een strafschoppenserie gewonnen: 4 – Duitsland (1982, 1986, 1990, 2006), Argentinië (1990, 1998, 2014, 2022)
- Meeste achtereenvolgende gewonnen strafschoppenseries: 4 – Duitsland (1982, 1986, 1990, 2006)
- Meeste achtereenvolgende verloren strafschoppenseries: 3 – Engeland (1990, 1998, 2006), Italië (1990, 1994, 1998), Spanje (2002, 2018, 2022)
- Meeste genomen strafschoppen in strafschoppenseries: 3 – Roberto Baggio (Italië: 1990, 1994, 1998), Lionel Messi (Argentinië: 2014, 2022 (×2))
- Meeste tegen genomen strafschoppen in strafschoppenseries: 10 – Sergio Goycochea (Argentinië: 1990), Fabien Barthez (Frankrijk: 1998, 2006), Iker Casillas (Spanje: 2002), Igor Akinfejev (Rusland: 2018), Danijel Subašić (Kroatië: 2018)
- Meeste geredde strafschoppen in strafschoppenseries: 4 – Sergio Goycochea (Argentinië: 1990), Danijel Subašić (Kroatië: 2018), Dominik Livaković (Kroatië: 2022)
- Meeste geredde strafschoppen in één strafschoppenserie: 3 – Ricardo (2006: Portugal tegen Engeland), Danijel Subašić (2018: Kroatië tegen Denemarken), Dominik Livaković (2022: Kroatië tegen Japan)
- Meeste genomen strafschoppen in een strafschoppenserie: 12 – West-Duitsland–Frankrijk (1982), Zweden–Roemenië (1994)
- Minste genomen strafschoppen in een strafschoppenserie: 7 – West-Duitsland–Mexico (1986), Oekraïne–Zwitserland (2006), Marokko–Spanje (2022)
- Meeste benutte strafschoppen in een strafschoppenserie: 9 – West-Duitsland–Frankrijk (1982), België–Spanje (1986), Ierland–Roemenië (1990), Zweden–Roemenië (1994)
- Minste benutte strafschoppen in een strafschoppenserie: 3 – Oekraïne 3–0 Zwitserland (2006), Marokko 3–0 Spanje (2022)
- Meeste gespeelde strafschoppenseries per WK: 5 – 2022
- Minste gespeelde strafschoppenseries per WK:[28] 0 – 1978

## Verlengingen
- Meeste gespeelde verlengingen: 11 – Argentinië, Duitsland, Italië
- Meeste gespeelde verlengingen per land op één WK: 3 – België (1986), Engeland (1990), Argentinië (2014), Kroatië (2018)
- Op de meeste WK's een verlenging gespeeld: 8 – Duitsland (1938, 1966, 1970, 1982, 1986, 1990, 2006, 2014), Italië (1934, 1938, 1970, 1990, 1994, 1998, 2002, 2006)
- Meeste wedstrijden gewonnen in de verlenging: 5 – Italië
- Meeste wedstrijden gewonnen in de verlenging op één WK: 2 – Engeland (1990), Duitsland (2014)
- Meeste wedstrijden verloren in de verlenging: 3 – Duitsland
- Meeste gemaakte doelpunten in een verlenging: 5 – Italië 4–3 Duitsland (1970)
- Meeste gespeelde verlengingen per toernooi: 8 – 1990, 2014
- Minste gespeelde verlengingen per toernooi: 0 – 1930, 1950, 1962, 1974

## Arbitrage
- Meeste gefloten wedstrijden: 11 – Ravshan Irmatov
- Jongste scheidsrechter: 27 jaar, 62 dagen – Francisco Matteucci[29]
- Oudste scheidsrechter: 53 jaar, 236 dagen – George Reader
- Meeste ontvangen gele kaarten per land: 140 – Argentinië
- Meeste ontvangen rode kaarten per land: 11 – Brazilië
- Meeste ontvangen gele kaarten per speler: 7 – Javier Mascherano (Argentinië)
- Meeste ontvangen rode kaarten per speler: 2 – Rigobert Song (Kameroen), Zinédine Zidane (Frankrijk)
- Meeste gegeven kaarten per wedstrijd: 20 – Portugal 1–0 Nederland (2006)
  - Meeste gegeven gele kaarten per wedstrijd: 18 – Nederland 2–2 Argentinië (2022)
  - Meeste gegeven rode kaarten per wedstrijd: 4 – Portugal 1–0 Nederland (2006)
- Meeste gegeven rode kaarten per toernooi: 28 – 2006
- Snelste ontvangen rode kaart: 56 seconden – José Batista (1986: Uruguay 0–0 Schotland)

## Toeschouwers
- Meeste toeschouwers per toernooi: 3.587.538 – 1994
- Meeste toeschouwers per wedstrijd: 173.850 – Uruguay 2–1 Brazilië (1950)
- Minste toeschouwers per wedstrijd: 300 – Roemenië 3–1 Peru (1930)

## Overig
- Meeste keren wereldkampioen geworden per speler: 3 – Pelé (Brazilië: 1958, 1962, 1970)
- Jongste speler die als aanvoerder in actie kwam: 21 jaar, 109 dagen – Tony Meola (Verenigde Staten: 1990)
- Oudste speler die als aanvoerder in actie kwam: 45 jaar, 161 dagen – Essam El-Hadary (Egypte: 2018)
- Meeste reddingen in één wedstrijd: 16 – Tim Howard (2014: Verenigde Staten 1–2 België)
- Meeste geïncasseerde doelpunten per doelman: 25 – Antonio Carbajal (Mexico), Mohammed Al-Deayea (Saoedi-Arabië)
- Meeste gespeelde onderlinge wedstrijden: 7 keer – Brazilië tegen Zweden (1938, 1950, 1958, 1978, 1990, 1994 ×2), Duitsland tegen Argentinië (1958, 1966, 1986, 1990, 2006, 2010, 2014)
- Meeste gebruikte spelers op één toernooi: 26 – Brazilië (2022)[30]